# Université de Tokyo
Vous lisez un « bon article » labellisé en 2010.
L'université de Tokyo (東京大学, Tōkyō daigaku), couramment abrégé en Tōdai (東大), est une université nationale japonaise, située à Tokyo. Elle a été fondée en 1877, comme l'une des universités impériales du Japon, et appartient depuis 2004 à l'association des universités nationales du Japon.
L'université compte trois campus principaux, répartis à Tokyo et dans sa région (Hongō, Komaba et Kashiwa). Elle forme quelque 28 000 étudiants, dont 4 200 étrangers, et emploie 10 997 personnes dans des activités liées à la recherche ou à l'enseignement. Elle est structurée en dix facultés pour le 1er cycle et quinze pour les cycles suivants. Elle compte par ailleurs plusieurs infrastructures, dont deux hôpitaux, un service de bibliothèques comptant plus de huit millions de titres[réf. souhaitée], ainsi qu'un musée.
Parmi les anciens étudiants que compte l'université, dix-sept ont exercé la fonction de Premier ministre au Japon, sept ont obtenu un prix Nobel, trois un prix Pritzker, cinq ont été astronautes et un a obtenu une médaille Fields.

## Histoire

### Création de l'université

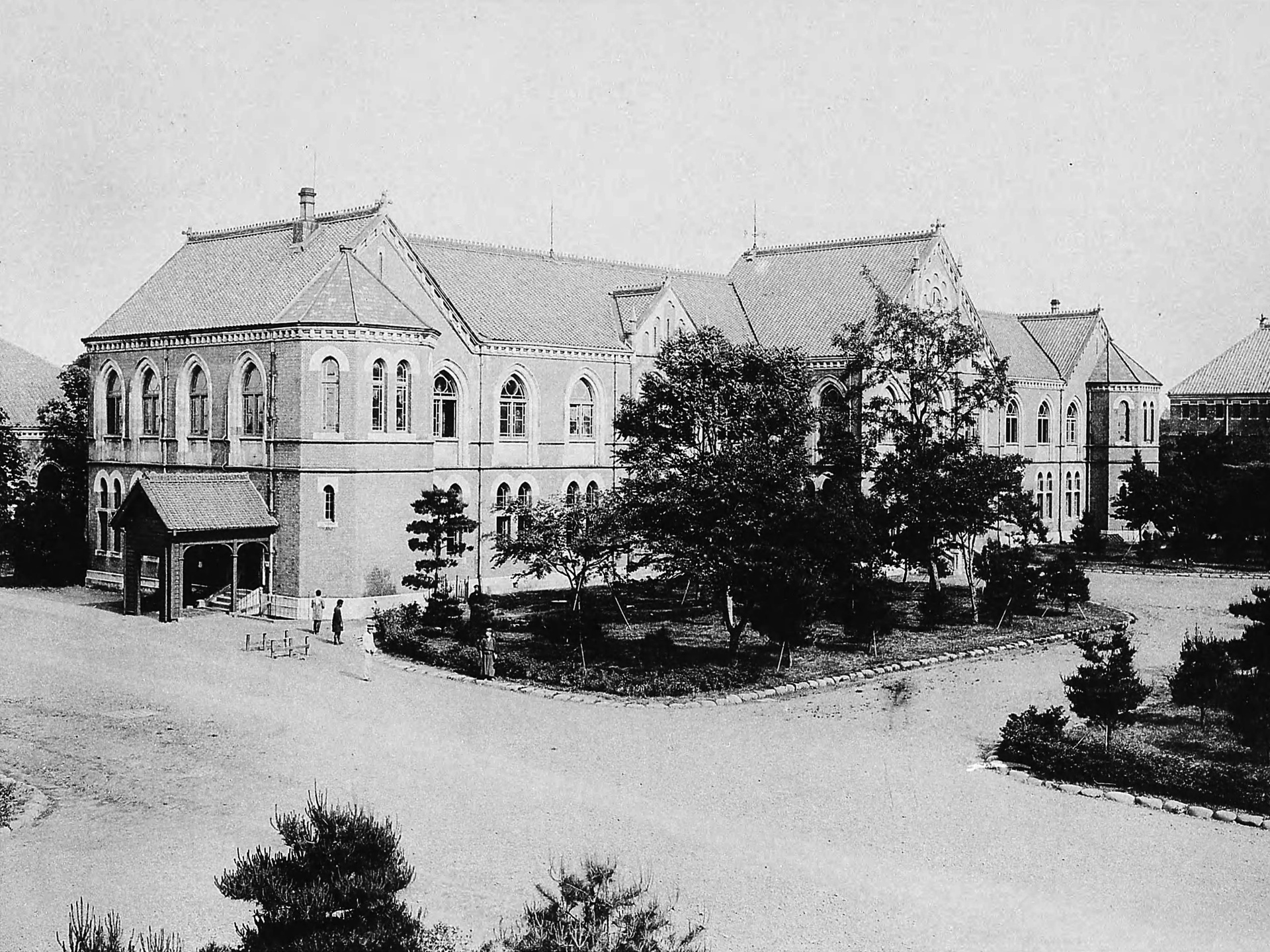
Bâtiment de la faculté de droit en 1902, avant sa destruction par le tremblement de terre de 1923.

L'université a été créée par le gouvernement Meiji en 1877 en réunissant d'anciennes écoles gouvernementales de médecine et d'enseignement occidental, l'institut pour les documents occidentaux (蕃書調所, Banshoshirabesho) qui avait été fondé en 1856 par le shogunat dans le but d'importer et de traduire des documents étrangers, et le centre de vaccination (種痘所, shutōsho), établissement privé créé en 1858. La cérémonie de fondation de l'université, alors appelée école Kaisei de Tokyo (東京開成学校, Tōkyō kaisei gakko), se tient en présence de l'empereur, de dignitaires japonais et étrangers, ainsi que de plusieurs officiers de hauts rangs. Le campus de l'université est établi dans l'ancienne résidence à Edo des seigneurs Maeda de Kanazawa.
L'université est structurée en quatre départements : droit, sciences, littérature et médecine, puis ingénierie à partir de 1886 et agriculture à partir de 1890. Elle est dès sa création placée sous la responsabilité du ministère de l'éducation japonais.

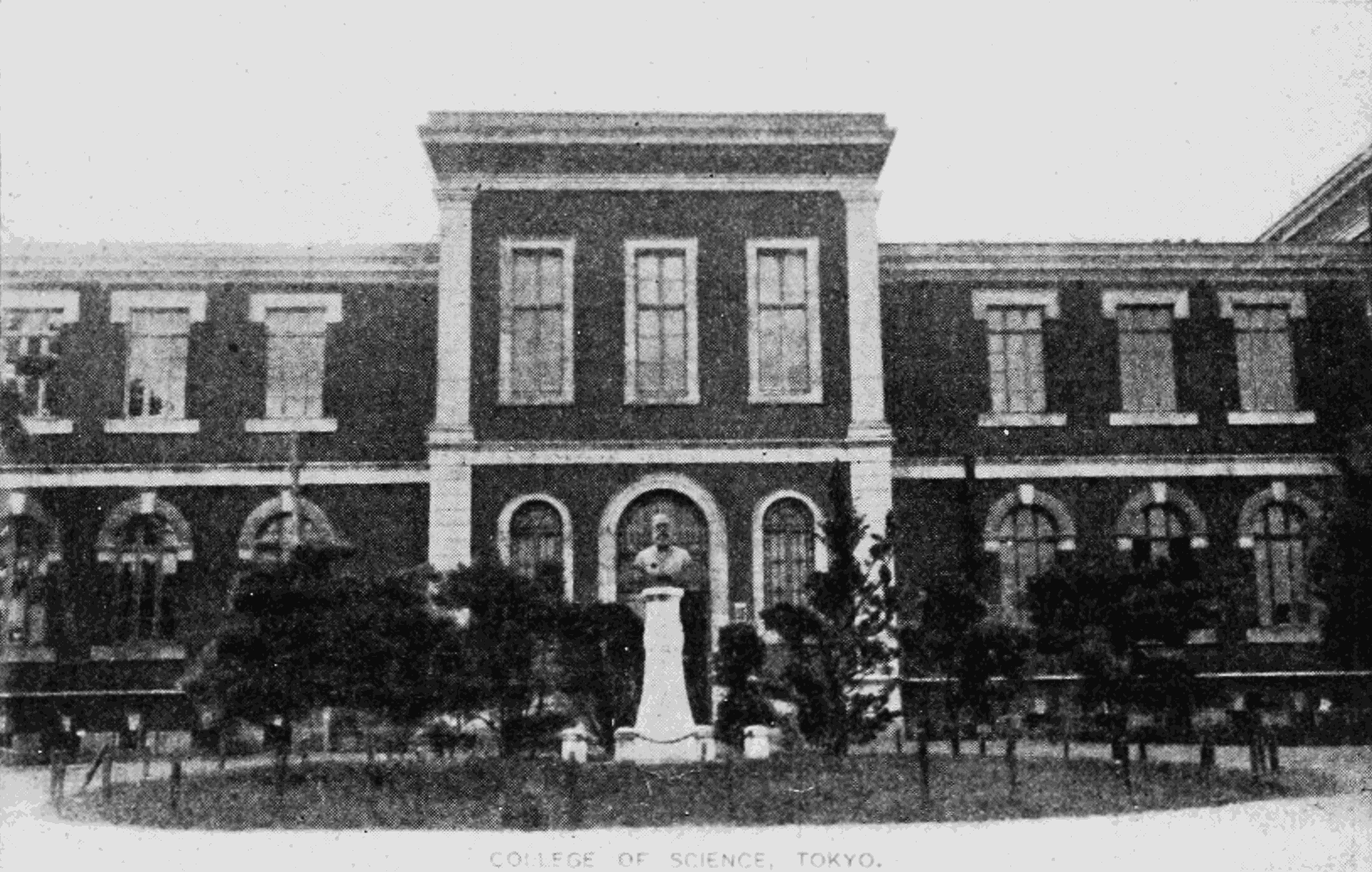
L'un des premiers bâtiments.

Au cours de ses premières années, les enseignements reposent en majorité sur des spécialistes venus de l'étranger et sont généralement dispensés dans des langues européennes, jusqu'au début des années 1880. Les étudiants sont ainsi supposés parler ces langues pour intégrer l'université. Le nombre de spécialistes étrangers est rapidement réduit, et ceux-ci ne sont plus que 14 en 1903 pour 270 enseignants. La même année, l'établissement compte 3 121 étudiants.
Elle prit le nom d'Université impériale (帝國大學, Teikoku daigaku) en 1886 puis celui d'Université impériale de Tokyo (東京帝國大學, Tōkyō teikoku daigaku) en 1887 lorsque les universités impériales furent créées. En 1919, les départements sont restructurés en facultés à la suite d'un édit impérial et une faculté d'économie est créée.

### Premiers développements et reconstruction
En 1920, l'université choisit de se représenter par le bleu clair. Lors d'une course d'aviron organisée la même année contre l'université de Kyōto, les couleurs portées par les deux équipes sont fixées par un tirage au sort. L'université de Tokyo hérite du bleu clair (淡清, tansei) et celle de Kyōto du bleu foncé. Les deux universités continuent depuis à utiliser ces couleurs.

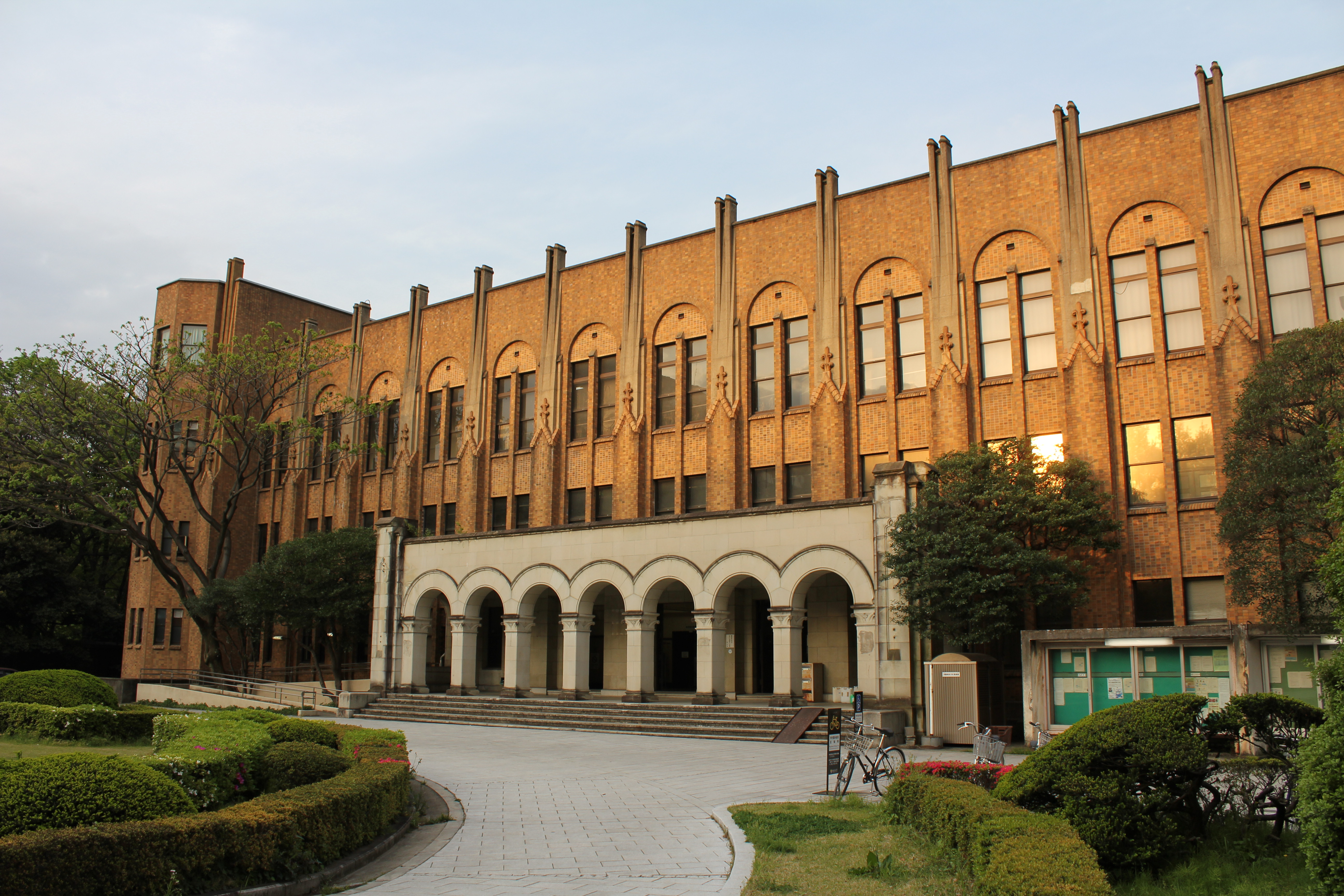
Bâtiment de médecine à Hongō, construit dans le style gothique.

Une partie des bâtiments est touchée par le tremblement de terre de Kantō de 1923. À l'exception de deux ou trois bâtiments, le campus est détruit. La bibliothèque principale est en partie détruite par un incendie, avec 700 000 de ses ouvrages. La Société des Nations vote une résolution visant à reconstituer ces fonds la même année. L'année suivante, la fondation Rockefeller fait un don de 1 600 000 dollars pour permettre la reconstruction du bâtiment de la bibliothèque qui s'achève en 1928. Le reste du campus est reconstruit selon un plan établi par le professeur Yoshikazu Uchida, futur président de l'université. Les bâtiments, qui étaient jusqu'au tremblement de terre construits en briques selon divers styles architecturaux, sont reconstruits dans un style néogothique, commun à tous les bâtiments. L'auditorium Yasuda est achevé en 1925.
Le début de l'ère Shōwa est marqué par un développement de mouvements politiques marquants pour l'établissement. En 1933, les conséquences de l'incident de Takigawa (professeur de droit l'université de Kyōto renvoyé par le ministère de l'éducation pour avoir soutenu des thèses marxistes) sont visibles sur le campus. Les enseignants de la faculté de droit se voient reprocher par leurs collègues de Kyōto de ne fournir qu'un faible soutien alors que leurs libertés académiques sont remises en cause par le gouvernement. Une manifestation de soutien organisé en juin 1933 par un club étudiant de la faculté aboutit alors à des affrontements avec la police, au renvoi de 17 étudiants, et à des menaces de représailles violentes de la part de groupes nationalistes.

### Restructuration après la Seconde Guerre mondiale

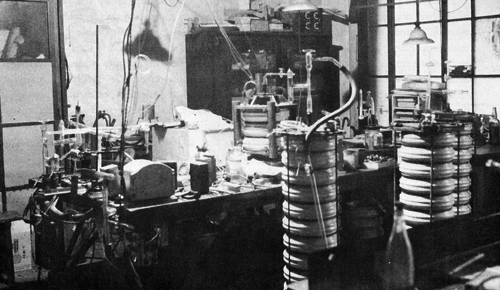
Étude du générateur de Van de Graaff dans un laboratoire de physique de l'Université de Tokyo à la fin des années 1940.

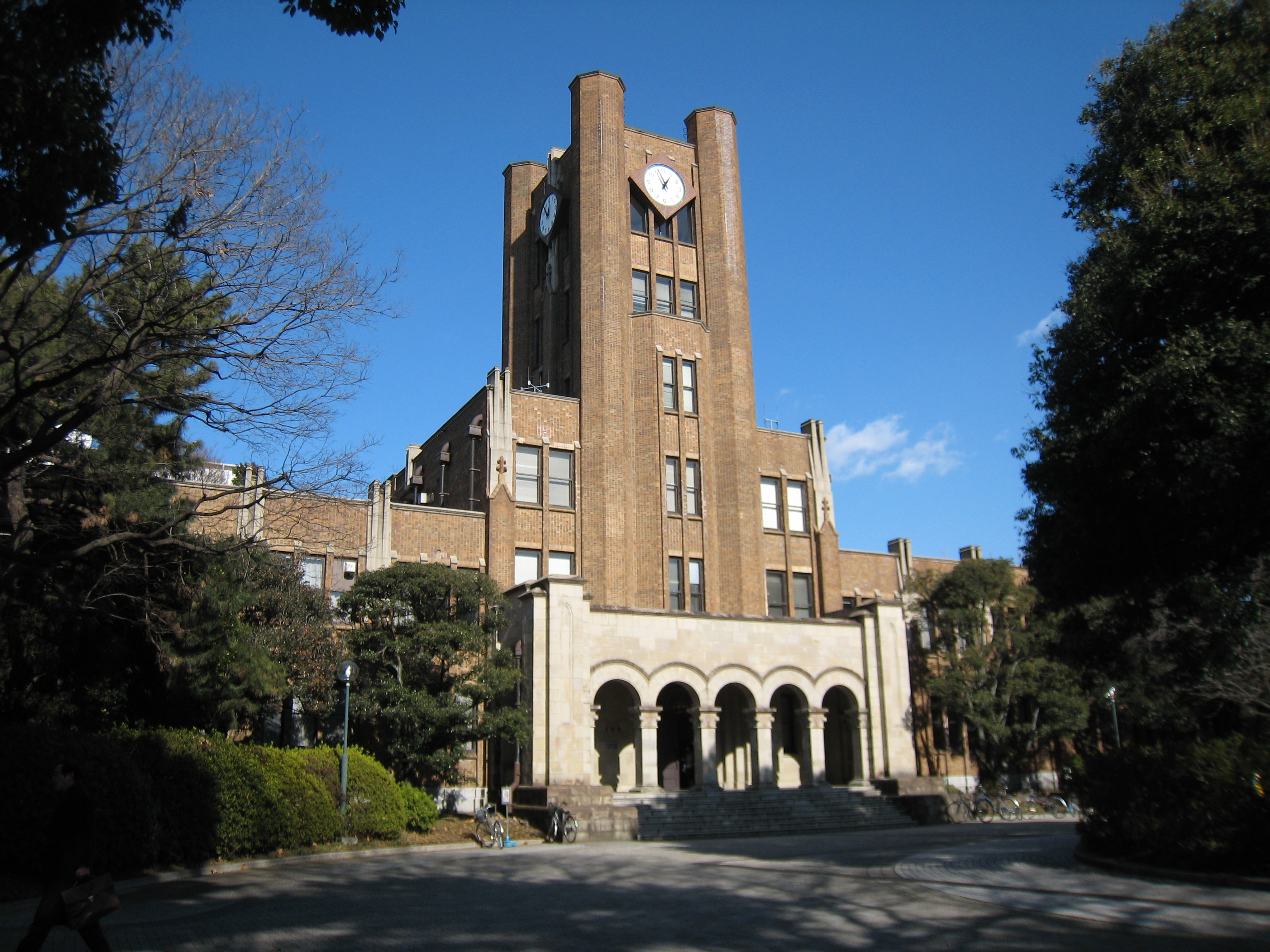
Bâtiment no 1 du campus de Komaba où passent les étudiants de 1re et 2e année.

À la suite de la défaite du Japon pendant la Seconde Guerre mondiale, le système universitaire japonais est restructuré par l'occupant américain. En 1947, l'université prend le nom d'université de Tokyo (東京大学, Tōkyō daigaku) et le principe de mixité est établi. En 1949, la durée du premier cycle universitaire passe à quatre ans. Par ailleurs, l'université intègre le lycée no 1 (第一高等学校, Dai'ichi koto gakko) et le lycée de Tokyo (東京高等学校, Tōkyō koto gakko) pour ouvrir sur le campus de Komaba une faculté chargée de la propédeutique pour les étudiants de 1re et de 2e année. Les premières inscriptions ont lieu en 1947 et concernent 1 804 étudiants, dont 9 étudiantes. Le second cycle est lui aussi réformé en 1953 et structuré autour de cinq graduate schools, puis de nouveau en 1963 et en 1965 pour former huit, puis dix graduate schools.
Plusieurs centres de recherches sont ouverts à partir de 1949, avec cette année-là l'ouverture d'instituts dédiés aux recherches sur les tremblements de terre, aux cultures orientales, aux sciences de l'industrie, aux sciences sociales et au journalisme. En 1950 ouvre un institut historiographique, en 1953 un institut de microbiologie appliquée, en 1955 un institut d'étude nucléaire, en 1957 un institut d'étude physique sur l'état solide de la matière et en 1962 un institut de recherche océanographique.
En 1968, comme d'autres universités dans le pays la même année, l'université fait face à une agitation d'étudiants d'extrême gauche. Plusieurs des bâtiments de l'université sont occupés pendant presque un an, ce qui débouche sur l'annulation du concours d'entrée cette année-là. Quelque 600 étudiants sont arrêtés en janvier 1969 lorsque la police prend d'assaut l'auditorium Yasuda où étaient regroupés les derniers opposants.
L'université connaît plusieurs restructurations pendant les années 1990. En 1992, elle met en place un plan de développement visant à structurer autour de trois campus ses activités, en fixant à Komaba les deux premières années de formation ainsi que des activités de recherches de pointe, à Hongō la formation traditionnelle et à Kashiwa la formation et la recherche dans des domaines en développement. De 1991 à 2001, les graduate schools sont restructurées.
Depuis 2004, l'université est devenue, par le biais d'une nouvelle loi s'appliquant à toutes les universités nationales, une entreprise d'université nationale. Malgré ce changement qui a augmenté son autonomie, notamment financière, l'université de Tokyo est toujours partiellement contrôlée par le ministère de l'Éducation (Monbu-kagaku-shō ou Monkashō).

### Les présidents de l'université
Le président actuel, Teruo Fujii (en) (藤井 輝夫), a été élu en octobre 2020 et est le 31e président de l'université depuis 2021.
| Hirokoto Watanabe (渡辺洪基)    | 1886-1890 | Matarō Nagayo (長與又郎)          | 1934-1938 | Wataru Mori (森亘)               | 1985-1989    |
| Katō Hiroyuki (加藤弘之)        | 1890-1893 | Yuzuru Hiraga (平賀譲)            | 1938-1943 | Akito Arima (有馬朗人)           | 1991-1993    |
| Hamao Arata (濱尾新)            | 1893-1897 | Yoshikazu Uchida (内田祥三)       | 1943-1945 | Hiroyuki Yoshikawa (吉川弘之)    | 1993-1997    |
| Masakazu Toyama (外山正一)      | 1897-1898 | Shigeru Nambara (南原繁)          | 1945-1951 | Shigehiko Hasumi (蓮實重彦)      | 1997-2001    |
| Dairoku Kikuchi (菊池大麓)      | 1898-1901 | Tadao Yanaihara (en) (矢内原忠雄) | 1951-1957 | Takeshi Sasaki (佐々木毅)        | 2001-2005    |
| Yamakawa Kenjirō (山川健次郎)   | 1901-1905 | Seiji Kaya (茅誠司)               | 1957-1963 | Hiroshi Komiyama (en) (小宮山宏) | 2005-2009    |
| Naokichi Matsui (松井直吉)      | 1905      | Kazuo Ōkouchi (大河内一男)        | 1963-1968 | Jun'ichi Hamada (濱田 純一)      | 2009-2015    |
| Arata Hamao (濱尾新)            | 1905-1912 | Ichirō Katō (加藤一郎)            | 1969-1973 | Makoto Gonokami (en) (五神 真)   | 2015-2021    |
| Yamakawa Kenjirō (山川健次郎)   | 1913-1920 | Kentarō Hayashi (林健太郎)        | 1973-1977 | Teruo Fujii (藤井輝夫)           | depuis 2021- |
| Yoshinao Kozai (古在由直)       | 1920-1928 | Takashi Mukaibō (向坊隆)          | 1977-1981 |                                  |              |
| Kihe'iji Onozuka (小野塚喜平次) | 1928-1934 | Ryu'ichi Hirano (平野龍一)        | 1981-1985 |                                  |              |

## Composantes
L'université est structurée pour ses activités d'enseignement et de recherche en facultés de 1er cycle (学部), qui ont la charge des étudiants de 1er cycle universitaire, en facultés de cycles supérieurs (研究科, kenkyūka), désigné aussi sous l'appellation de graduate school, qui ont la charge des étudiants de 2e et 3e cycle universitaire, ainsi qu'en instituts de recherche (研究所, kenkyūsho) qui sont chargés d'une partie de la recherche. L'université compte aussi dix-sept services communs, qui centralisent certaines des activités transversales de l'établissement.

### Composantes d'enseignement et de recherche

#### Facultés

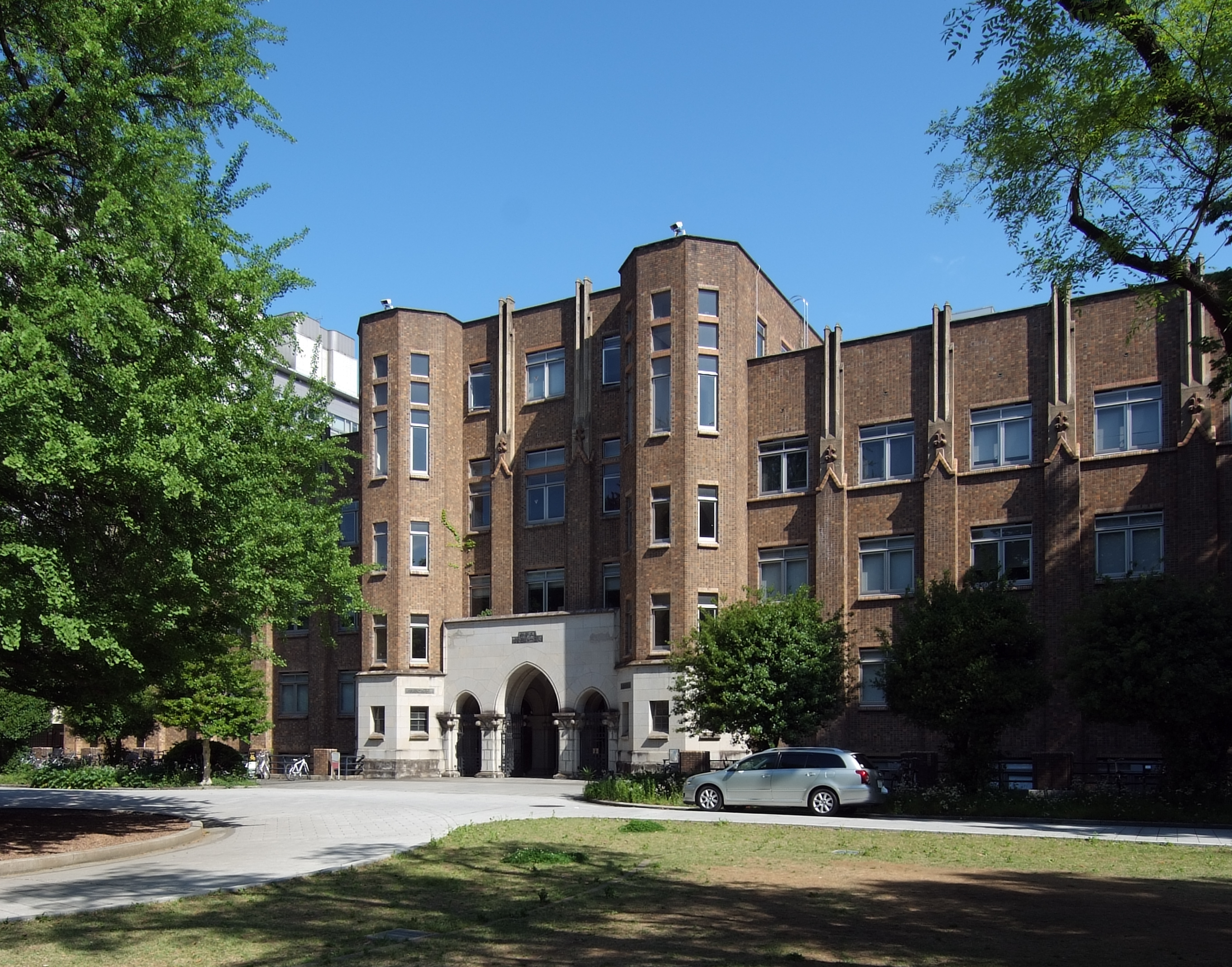
L'un des bâtiments de la faculté d'ingénierie sur le campus de Hongō.

L'université compte dix facultés de 1er cycle (学部, gakubu) et quinze facultés de cycles supérieurs (研究科, kenkyūka) :
- les facultés de droit (法学部 et 法科大学院) remontent à la mise en place en 1872 et 1873 de deux écoles de droit, la première par le ministère de la Justice et la seconde par le ministère de l'Éducation. Le premier cycle est structuré en trois départements de droit positif, de études comparatives, historiques et théoriques du droit et de sciences politiques ; le second cycle est divisé en deux branches, une école de droit et une école d'études politiques et légales. Cette dernière école comporte trois divisions de droit positif, de droit constitutionnel et de sciences politiques[22] ;
- les facultés de sciences médicales (医科学 et 医学系研究科) trouvent leur origine dans une structure mise en place en 1958. Le premier cycle est divisé en deux écoles, l'une pour la médecine et l'autre pour la formation des infirmières. Les 2e et 3e cycles comptent eux treize départements. Ces structures acceptent annuellement cent nouveaux étudiants pour le premier cycle de médecine, cinquante pour l'école d'infirmières et cent pour les programmes de 2e et 3e cycle[23],[24] ;
- les facultés d'ingénierie (工学部 et 工学系研究科) remontent à 1886. Elles comptent en 2002 quelque 2 031 étudiants inscrits en 1er cycle, 1 627 pour le 2e et 1 070 pour le 3e. Le 1er cycle est structuré autour de 16 départements et les cycles supérieurs autour de 18 départements[25],[26] ;

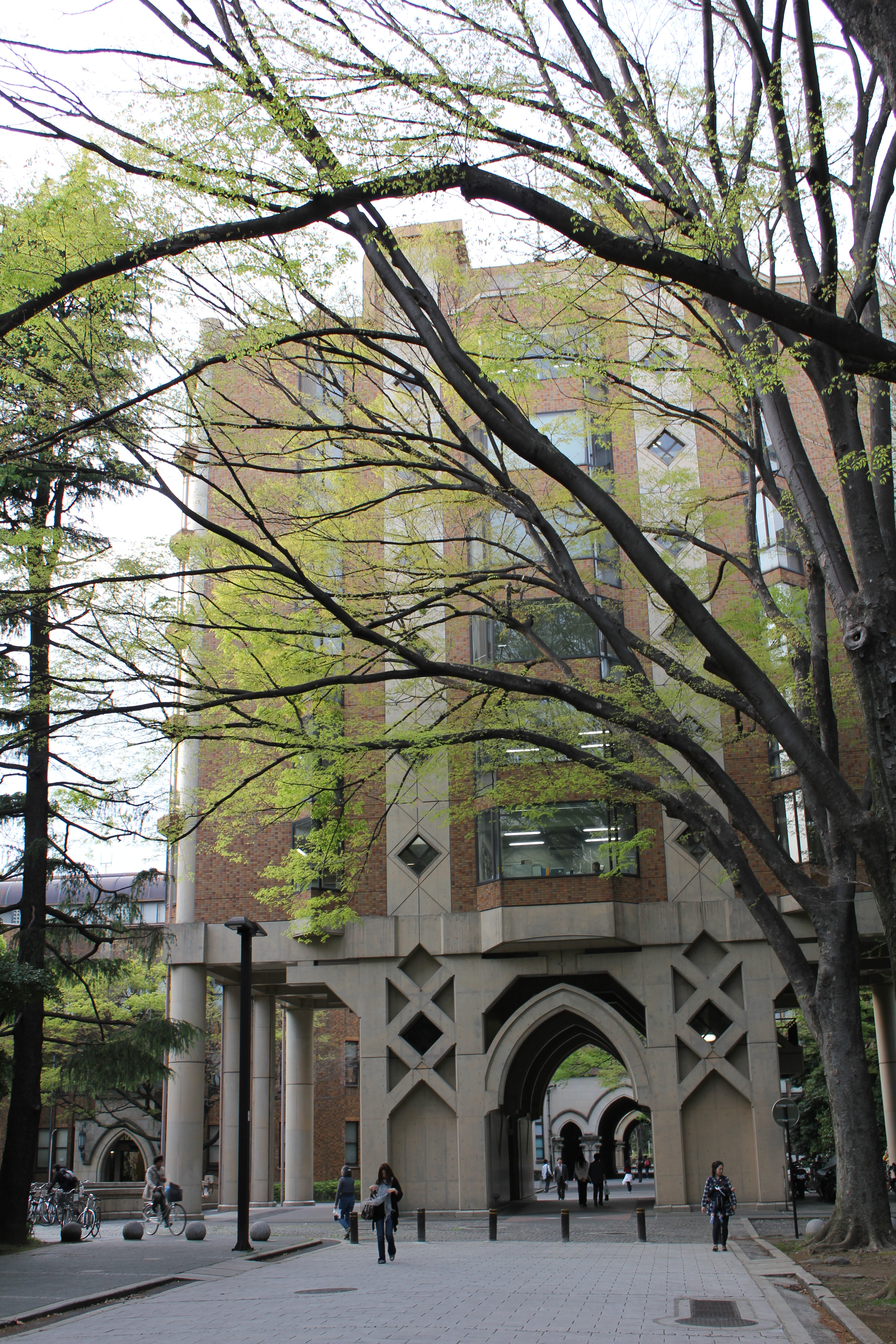
L'un des bâtiments de la faculté de lettres à Hongō.

- les facultés de lettres (文学部, bungakubu?) et de sciences humaines et sociales (人文社会系研究科, jinbunshakaikeikenkyū?) remontent à la création de la faculté de lettres en 1877. Le 1er cycle est composé de quatre départements de philosophie et religion, d'histoire, de langues et cultures, et de psychologie et sociologie. Ces quatre départements sont sous-divisés en 27 divisions. Les 2e et 3e cycles sont composés de sept départements de culture générale, de cultures japonaises, de cultures asiatiques, d'études européennes et américaines, d'études socio-culturelles, de cultures coréennes et d'étude des ressources culturelles. Ces sept départements sont sous-divisés en 29 divisions[27],[28],[29] ;
- les facultés de sciences (理学部 et 理学系研究科) remontent à 1877. Elles sont structurées en dix départements pour le 1er cycle et cinq départements pour les cycles suivants (physiques, astronomie, sciences de la terre et des planètes, chimie, biophysique, et sciences biologiques)[30],[31] ;
- les facultés d'agriculture (農学部 et 農学生命科学研究科) ont pour origine une école mise en place par le ministère de l'Intérieur en 1874 et intégrée à l'université en 1890. Le 1er cycle est structuré autour de trois départements de sciences du vivant appliquées, de sciences environnementales et de gestion des ressources, et de médecine vétérinaire. Les 2e et 3e cycles sont eux structurés autour de douze départements[32],[33] ;
- les facultés d'économie (経済学部 et 経済学研究科) trouvent leur origine dans un cours d'économie mis en place en janvier 1878 au sein de la faculté de lettres, puis rattaché à la faculté de droit à partir de septembre 1884[34]. Le 1er cycle compte trois divisions d'économie, d'administration, et de finance. Les 2e et 3e cycles comptent six divisions d'économie, de statistique, de la recherche économique régionale, d'histoire de l'économie, de management, et de finance quantitative[35],[36] ;
- les facultés d'arts et sciences (教養学部 et 総合文化研究科) ont un fonctionnement particulier au sein des facultés de l'université. Tous les étudiants de 1er cycle suivent les deux premières années de leur scolarité au sein du programme initial de la faculté d'éducation (教養学部前期課程, kyōyōgakubuzenkikatei?) qui compte six départements, trois spécialisés en sciences et trois en Humanités. Les deux années suivantes du premier cycle sont spécifiques aux étudiants de cette faculté, depuis la réorganisation de la faculté en 2011, qui compte trois départements d'études sciences humaines et sociales, sciences interdisciplinaires et sciences intégrées.. Les 2e et 3e cycles sont composés de cinq départements de sciences de l'information et du langage, d'études culturelles interdisciplinaires, d'études régionales, d'études sociales et internationales, et de sciences multidisciplinaires[37],[38] ;
- les facultés de sciences de l'éducation (教育学部 et 教育学研究科) trouvent leur origine dans un département d'éducation créé en 1919 au sein de la faculté de lettres. La faculté pour le 1er cycle ouvre en 1949 et en 1953 pour les 2e et 3e cycles[39]. Le 1er cycle compte 5 départements et les cycles suivants dix[40],[41] ;
- les facultés de sciences pharmaceutiques (薬学部 et 薬学系研究科) sont structurées en deux départements de pharmacologie et de sciences pharmaceutiques pour le 1er cycle et en département des sciences pharmaceutiques (programme de maîtrise et programme de doctorat) pour les 2e et 3e cycles. Il existe un département de pharmacie (programme de doctorat) qui se déroule après avoir validé le cursus de pharmacie de 4 ans à la Faculté des sciences pharmaceutiques[42],[43],[44];
- la graduate school de mathématiques (数理科学研究科, sūrikagakukenkyūka?) est chargée de la formation en mathématique dès la fin des deux premières années de la faculté d'arts et sciences. Elle a été créée en 1992 par la réunion des départements de mathématiques d'autres facultés et compte quatre départements d'algèbre, de géométrie, d'analyse et de mathématiques appliquées. Depuis avril 2021, six cours majeurs sont offerts. C'est-à-dire l'algèbre, la géométrie globale, l'analyse de base, les structures mathématiques, l'analyse mathématique, les mathématiques discrètes[45],[46] ;
- la graduate school des sciences de pointes (新領域創成科学研究科, shinryōikisōseikagakukenkyūka?) a été créée en 1998 sur le campus de Kashiwa et compte douze départements[47] ;
- la graduate school des sciences et technologies de l'information (情報理工学系研究科, jōhōrikōgakkeikenkyūka?) a été créée en avril 2001. Elle est structurée en six départements de la Graduate School (d'informatique, de mathématiques discrètes, de physiques et d'informatiques appliquées à l'information, à l'ingénierie de l'information et de la communication, de mécano-informatique et d'informatique créative)[48] ;
- la graduate school d'études interdisciplinaires de l'information (情報学環・学際情報学府, jōhōgakukan - gakusaijōhōgakufū?) a été créée en 2000 et étant divisé en l'Initiative interfacultaire en sciences de l'information (III) et l'École supérieure des études interdisciplinaires de l'information (GSII)[49];
- la graduate school d'administration publique (公共政策大学院, kōkyōseisakudaigakuin?) a été créée en 2004 , il compte six sous-spécialisations : politique juridique, gestion publique, politique publique internationale, politique économique, maîtrise en politique publique, programme international (MPP/IP) et cours Campus Asia[50].

#### Instituts de recherche
- L'Institut de sciences médicales (医科学研究所?) existe depuis 1967 et est structuré en trois départements de microbiologie et immunologie, d'étude du cancer et de sciences médicales fondamentales. Il compte environ 650 personnes, chercheurs et postdoctorants compris, et 300 étudiants de second et 3e cycle venant des facultés de médecine, de physique, d'agriculture, d'arts et sciences, de pharmacologie, de sciences de l'information et de sciences de pointe[51].
- L'Institut de recherche sur les tremblements de terre (地震研究所?) a été créé en 1925, à la suite du tremblement de terre de 1923, et développe ses activités dans l'étude des phénomènes liés aux séismes et au volcanisme. Il est structuré en quatre départements de mécanique terrestre, de dynamiques globales, de suivis et de traitement informatique des géosciences, et de réduction des risques naturels[52].
- L'Institut de culture orientale (東洋文化研究所?) est structuré en quatre départements d'études sur l'Asie de l'Ouest, l'Asie du Sud, l'Asie de l'Est et le panasiatisme, et fait appel aux sciences humaines et sociales. Les sujets d'étude portent sur la restructuration des industries traditionnelles en Asie, sur la perception et les théories liées au bien-être, sur la construction du concept de beauté en Asie et sur le développement d'une bibliothèque électronique pour les livres asiatiques[53].
- L'Institut de sciences sociales (社会科学研究所?) est structuré en quatre départements d'études comparatives traitant des législations, politiques, économies et sociétés contemporaines. Deux projets d'études transdisciplinaires ont été lancés en 2005, traitant des phénomènes régionalistes et de développement du concept d'espoir[54].

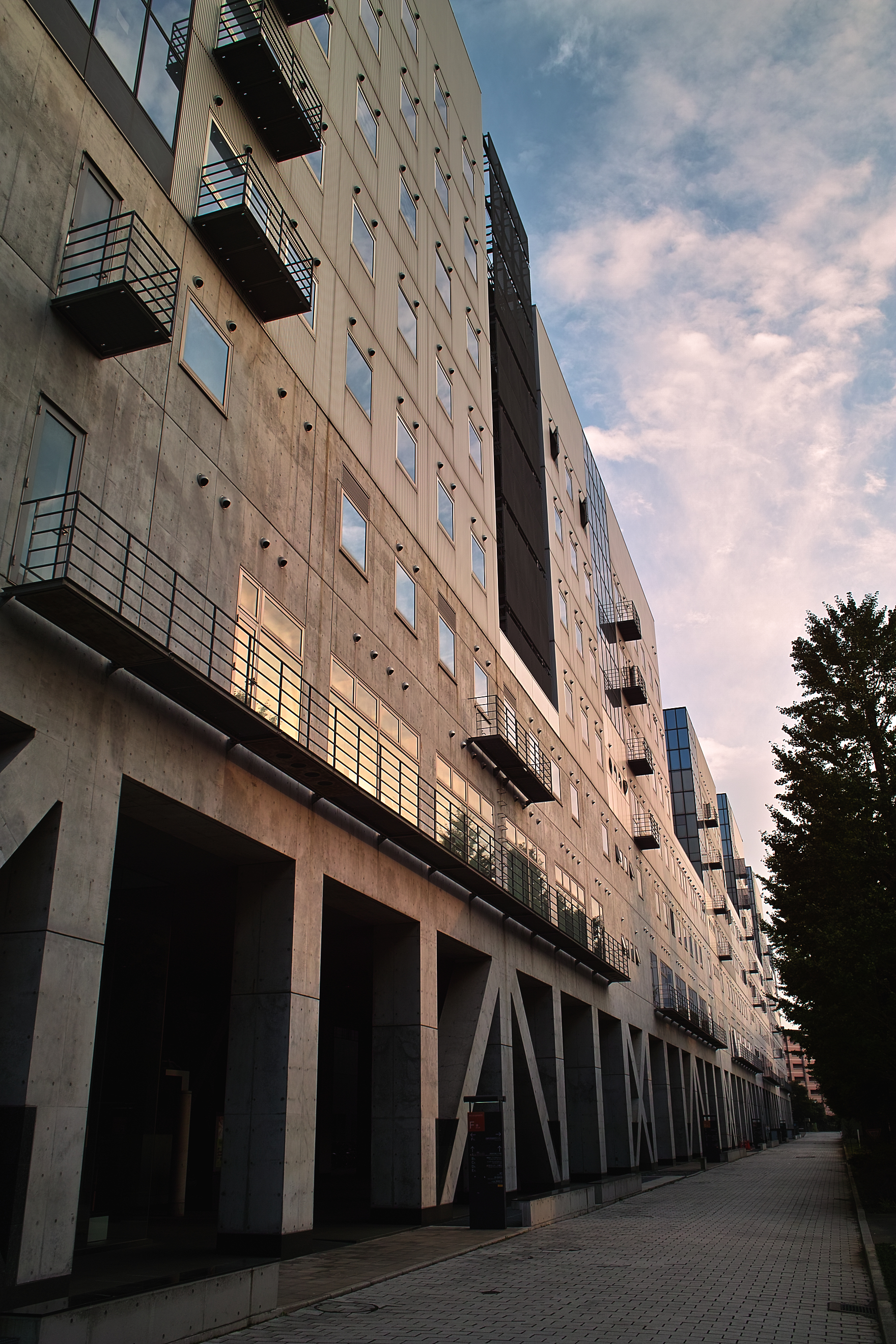
L'Institut de sciences industrielles sur le campus de Komaba II.

- L'Institut de sciences industrielles (生産技術研究所?) est structuré en six départements de recherche et compte sept centres de recherche propres, trois centres de recherche en collaboration ainsi que six implantations de recherches à l'étranger, pour un total de 120 groupes de recherche. 700 étudiants de 2e et 3e cycles suivent ces formations. Il travaille dans des domaines qui vont des nanotechnologies aux matériaux résistants aux séismes ou à la robotique maritime[55].
- L'Institut d'historiographie (史料編纂所?) est spécialisé dans l'historiographie japonaise. Il est structuré en cinq départements, dont trois qui couvrent les époques modernes, médiévales et antiques, ainsi deux qui s'occupent spécifiquement des documents et journaux, et des matériaux spéciaux[56].
- L'Institut des biosciences moléculaires et cellulaires (分子細胞生物学研究所?) a été créé en 1953 et restructuré en 1993. Il compte trois départements de biologie moléculaire, de biologie cellulaire et de biologie structurelle. Il accueille des étudiants des facultés d'agriculture, de physique, de pharmacologie, de médecine, d'ingénierie et des sciences de pointe[57].
- L'Institut pour la recherche sur les rayons cosmiques (宇宙線研究所?) est structuré en trois départements d'étude sur l'astrophysique, les rayonnements cosmiques de haute énergie et sur la physique des neutrinos et des particules astrales. Il gère plusieurs observatoires au Japon et à l'étranger[58].
- L'Institut pour la physique des états solides (物性研究所?) est structuré en cinq départements d'études qui portent sur les nouveaux matériaux, la théorie de la matière condensée, les nanosciences, la physique des conditions extrêmes et la spectroscopie avancée[59].
- L'Institut de recherche océanographique (海洋研究所?) a été créé en 1962, il compte six départements de physique océanographique, de chimie océanographique, de géosciences du plancher océanique, de dynamique des écosystèmes marins, de biologie marine et de ressources du vivant[60].
- L'Institut de recherche sur les sciences et technologies avancées (東京大学先端科学技術研究センター?) a été créé en 1987 sur le campus de Komaba II en tant que centre de recherche mutualisé et intégré à l'université en 2004. Les recherches tournent autour de quatre axes : « matériaux, environnement, production », « réseaux sociaux, connaissance, marketing », « information, système sensoriel, créativité » et « biotechnologies, sciences humaines, coexistence »[61].

### Composantes communes

#### Bibliothèques
Les fonds de l'université sont gérés par un système commun et structurés autour de trois bibliothèques principales, auxquelles s'ajoutent 34 bibliothèques rattachées à des départements ou à des instituts de recherche. Elles comptent quelque 8 800 000 de livres et leurs fonds augmentent à la vitesse de 170 000 volumes et de 152 000 périodiques par an. Les services de la bibliothèque ont été réformés une première fois en 1961 par le professeur Kishimoto Hideo grâce à un don de 84 millions de yens de la part de la fondation Rockefeller, puis de nouveau en 1982 par le professeur Urata Takeo.

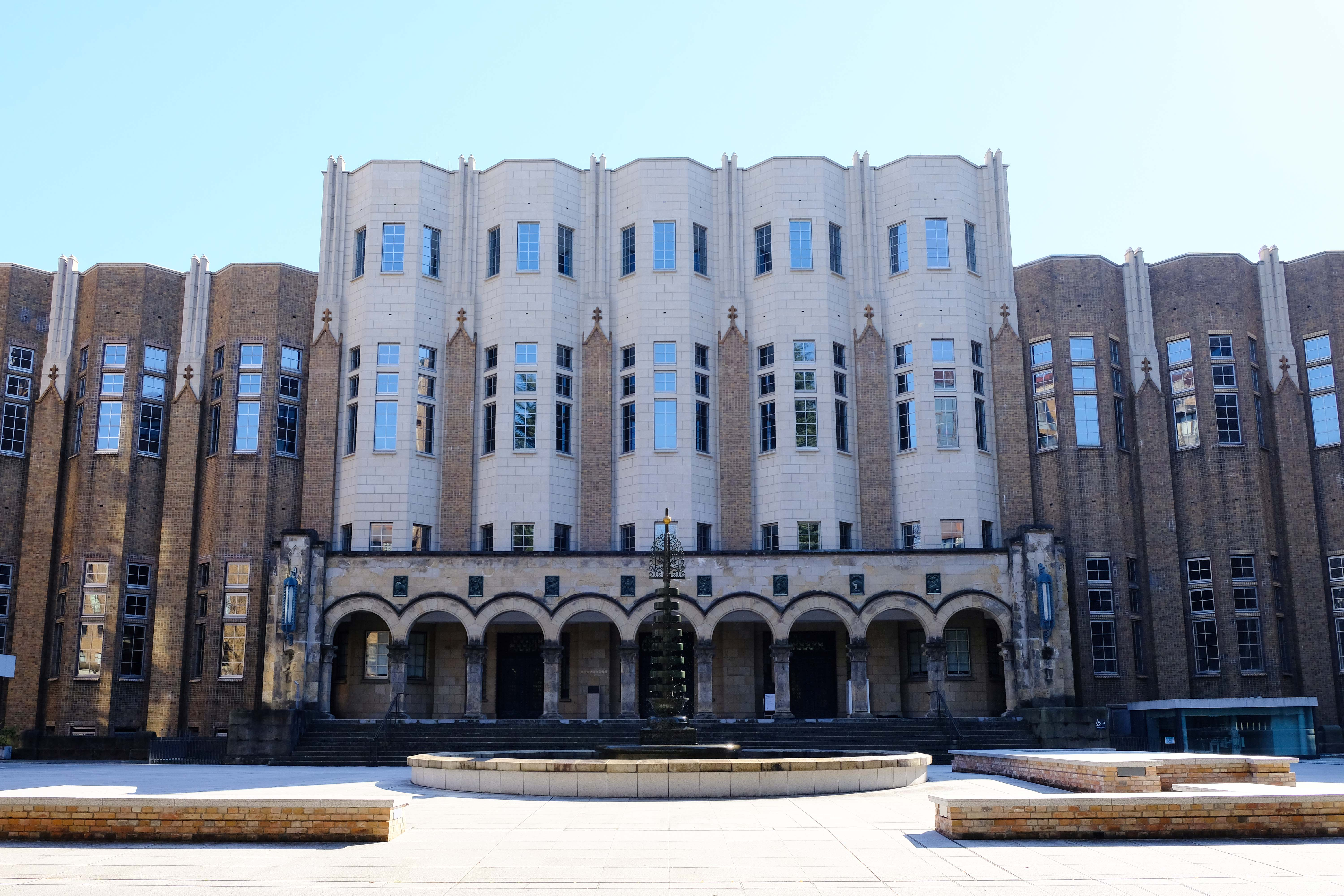
La bibliothèque principale sur le campus de Hongō.

La bibliothèque centrale est située sur le campus de Hongō. Elle a été reconstruite en 1928 après le tremblement de terre de 1923. Elle compte en 2010 1 186 221 volumes et 19 965 titres de périodiques consultables sur 18 097 m2 et dépense annuellement 1 279 198 000 yens en investissements. Plusieurs collections spéciales y sont entreposées, dont 18 800 livres offerts par l'auteur Ōgai Mori, ou encore 96 000 volumes datant de l'époque Edo offerts par une branche de la famille Tokugawa.
Les deux autres bibliothèques principales sont celle du campus de Komaba et celle du campus de Kashiwa. La bibliothèque du campus de Komaba a été inaugurée en 2002. Elle compte en 2010 quelque 992 441 volumes et 4 993 titres de périodiques consultables sur 9 646 m2 et investit annuellement 69 035 000 yens. La bibliothèque du campus de Kashiwa a elle été inaugurée en 2005. Elle compte en 2010 quelque 319 248 volumes et 17 854 titres de périodiques consultables sur 5 666 m2 et dépense annuellement 18 732 000 yens.
Les bibliothèques des départements et des instituts comptent plusieurs collections particulières, dont notamment 312 livres provenant de la collection privée de l'économiste anglais Adam Smith, 303 documents (travaux, traductions, recherches) de Lafcadio Hearn ou 1 124 livres de la collection privée de l'économiste allemand Ernst Engel conservés dans la bibliothèque de la faculté des lettres de la graduate school de sciences humaines et sociales.

#### Musée

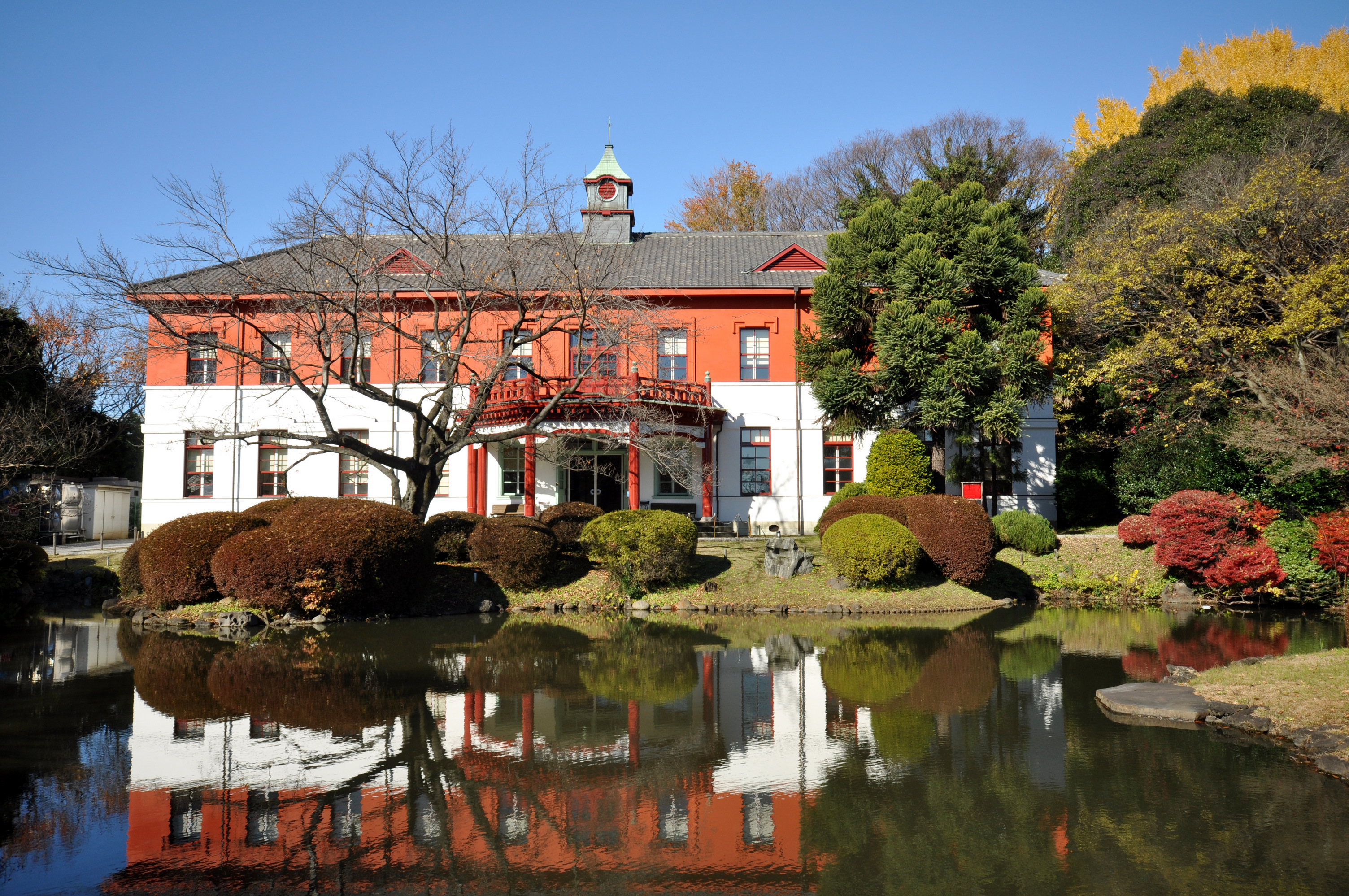
L'annexe du musée à Koishikawa où est présentée une partie des expositions.

L'université compte un musée depuis 1997. Celui-ci est le premier musée universitaire à être créé au Japon, à la suite de la restructuration du centre de dépôt des matériaux de recherche de l'université, créé en 1966. Le but de celui-ci est de fournir des services aux différentes composantes de l'université en ce qui concerne la collecte, la conservation et l'utilisation de matériaux de recherche de type naturels, culturels ou historiques, mais aussi de présenter ces fonds à un large public.
Les fonds sont composés en 2010 de 6 400 000 pièces, dont 243 000 situées dans le bâtiment du musée sur le campus de Hongō et présentées dans les 8 759 m2 de celui-ci. Le musée dispose par ailleurs d'une annexe à Koishikawa, dans le même arrondissement que le campus, utilisée pour certaines expositions temporaires. Une partie des fonds est aussi accessible via une présentation numérique sur le site internet du musée.
Le musée utilise ses collections dans un but de recherche, d'éducation et de formation, ainsi que dans le cadre d'expositions. Il émet aussi des publications concernant ses activités, avec en 2010 un total de quarante volumes de bulletins de recherche, six volumes de rapports de fouilles, cinq volumes de rapports de recherches et deux volumes de monographies de musée. Des formations sont aussi organisées par le musée pour les conservateurs de musée.

#### Jardins botaniques

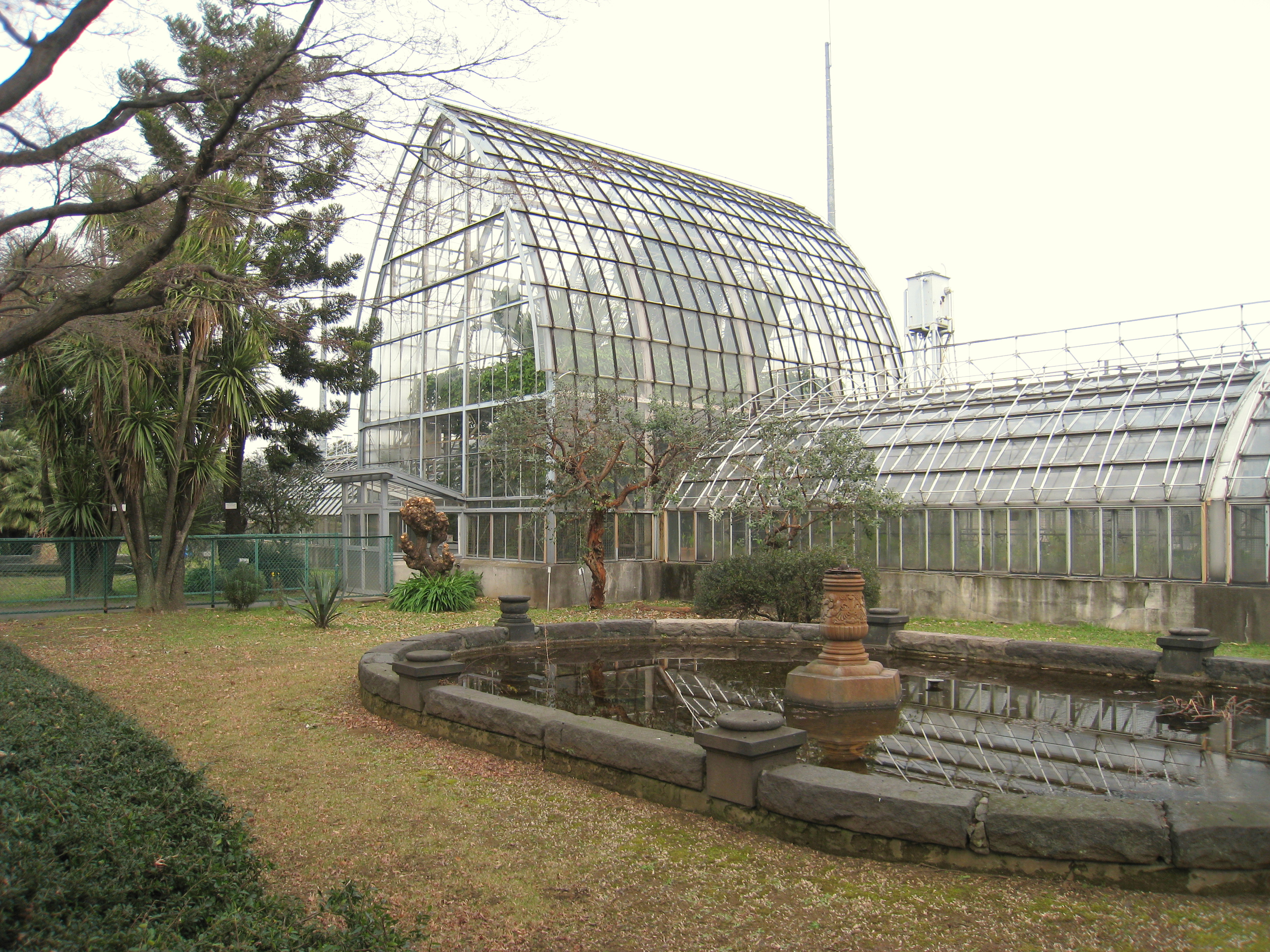
Les serres du jardin de Koishikawa.

L'université compte deux jardins botaniques qui sont gérés par la graduate school de sciences. Le principal se situe à Koishikawa, dans le même arrondissement que le campus de Hongō et le jardin satellite à Nikkō, dans la préfecture de Tochigi. Ils sont utilisés pour la recherche et la formation, et sont ouverts au public.
Le jardin botanique de Koishikawa est le plus ancien du Japon, son origine remontant à 1684 avec la mise en place d'un herbier médicinal par le shogunat Tokugawa. Ses collections comptent 4 000 spécimens vivants, dont 1 400 espèces d'arbres, 1 500 espèces d'herbacés, ainsi que 1 100 autres espèces tropicales et subtropicales, le tout réparti sur les 16,16 ha du parc. Le fonds de recherche compte aussi quelque 20 000 livres, ainsi qu'environ 1 000 000 de spécimens, principalement de ptéridophytes, de gymnospermes et de gamopétales. Plusieurs spécimens y sont cultivés dans le cadre de la préservation d'espèces en danger ou dans le but de réintroductions futures, avec récemment des opérations de sauvegarde dans les Îles Bonin ou à Yakushima.
Le jardin botanique de Nikkō rassemble les collections de plantes alpines. Il a été ouvert en 1902, puis agrandi en 1950 pour atteindre une surface de 10,45 ha. Les fonds comptent quelque 2 200 spécimens, dont 130 spécimens de ptéridophytes, 70 spécimens de gymnospermes et 2 000 spécimens d'angiospermes.

#### Hôpitaux

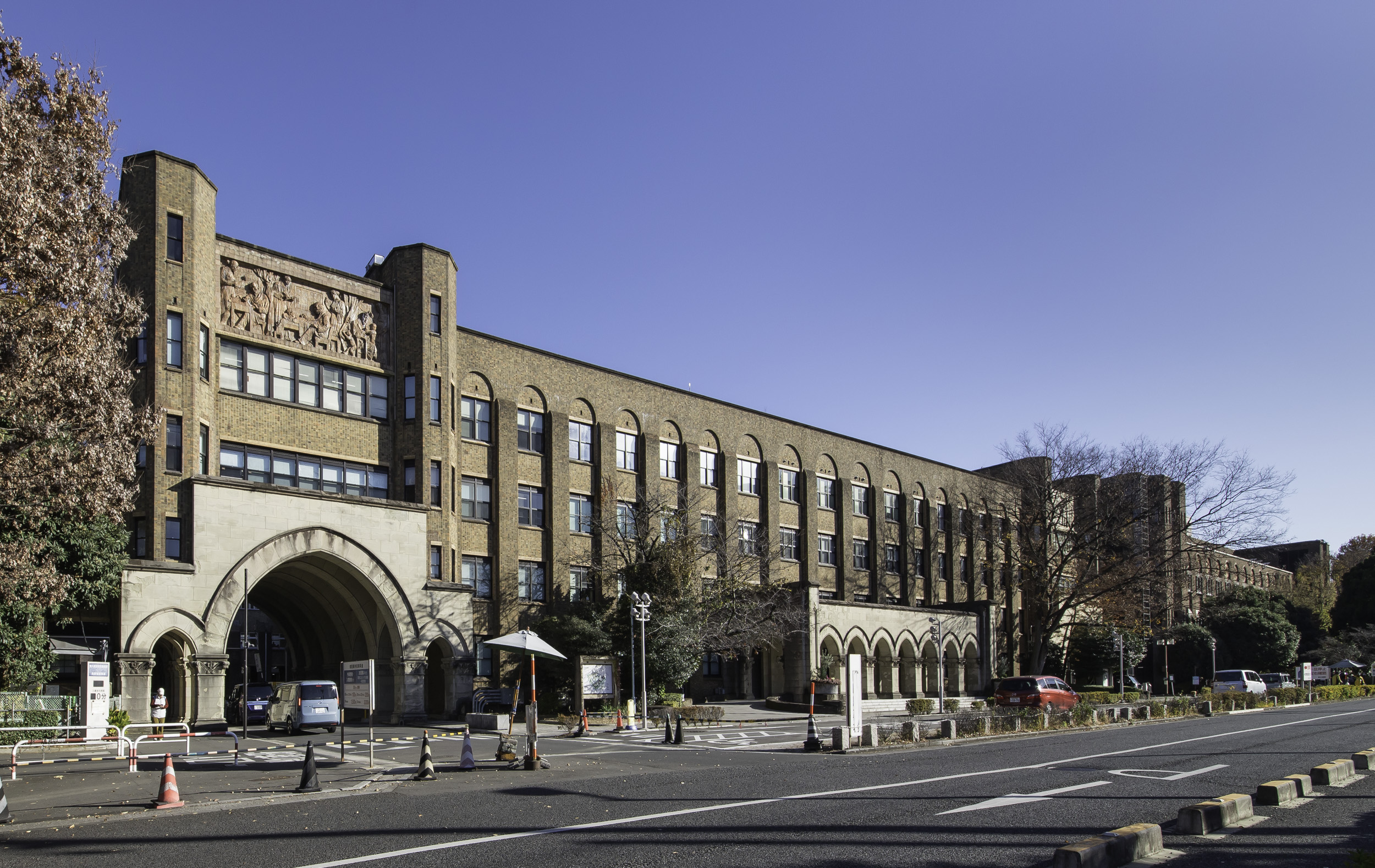
L'hôpital principal.

L'université compte deux hôpitaux, l'un généraliste et l'autre axé sur la recherche. Jusqu'en 2000, ils étaient au nombre de trois, mais les deux hôpitaux généralistes ont fusionné cette année-là.
L'hôpital universitaire a été créé sous sa première forme en 1858 comme centre de vaccination. Il est déplacé à Hongō en 1876 et intégré à l'université lors de sa création l'année suivante. Il prend son nom actuel en 1947. Plusieurs travaux d'agrandissement sont effectués à partir des années 1990, avec l'ouverture d'une aile pour les consultations externes en 1994, d'une aile pour les patients hospitalisés en 2001 et d'un centre clinique en 2006. L'hôpital compte 1 810 employés en 2006 pour quelque 1 210 lits. 763 672 patients ont été traités en consultations externes en 2005, ainsi que 388 027 qui ont suivi un traitement à l'hôpital.
L'hôpital de l'institut de sciences médicales a été créé sous sa forme initiale en 1894 comme l'une des composantes de l'institut d'étude des maladies contagieuses pour servir de lien entre le traitement des patients et les activités de recherche. Ce rôle est confirmé lorsque l'institut est réorganisé en 1967. Il compte en 2010 135 lits et fonctionne aussi avec d'autres unités de l'hôpital principal. Les activités de recherche se concentrent sur le traitement des cancers et des maladies infectieuses comme le sida.

## Enseignement et recherche

### Scolarité

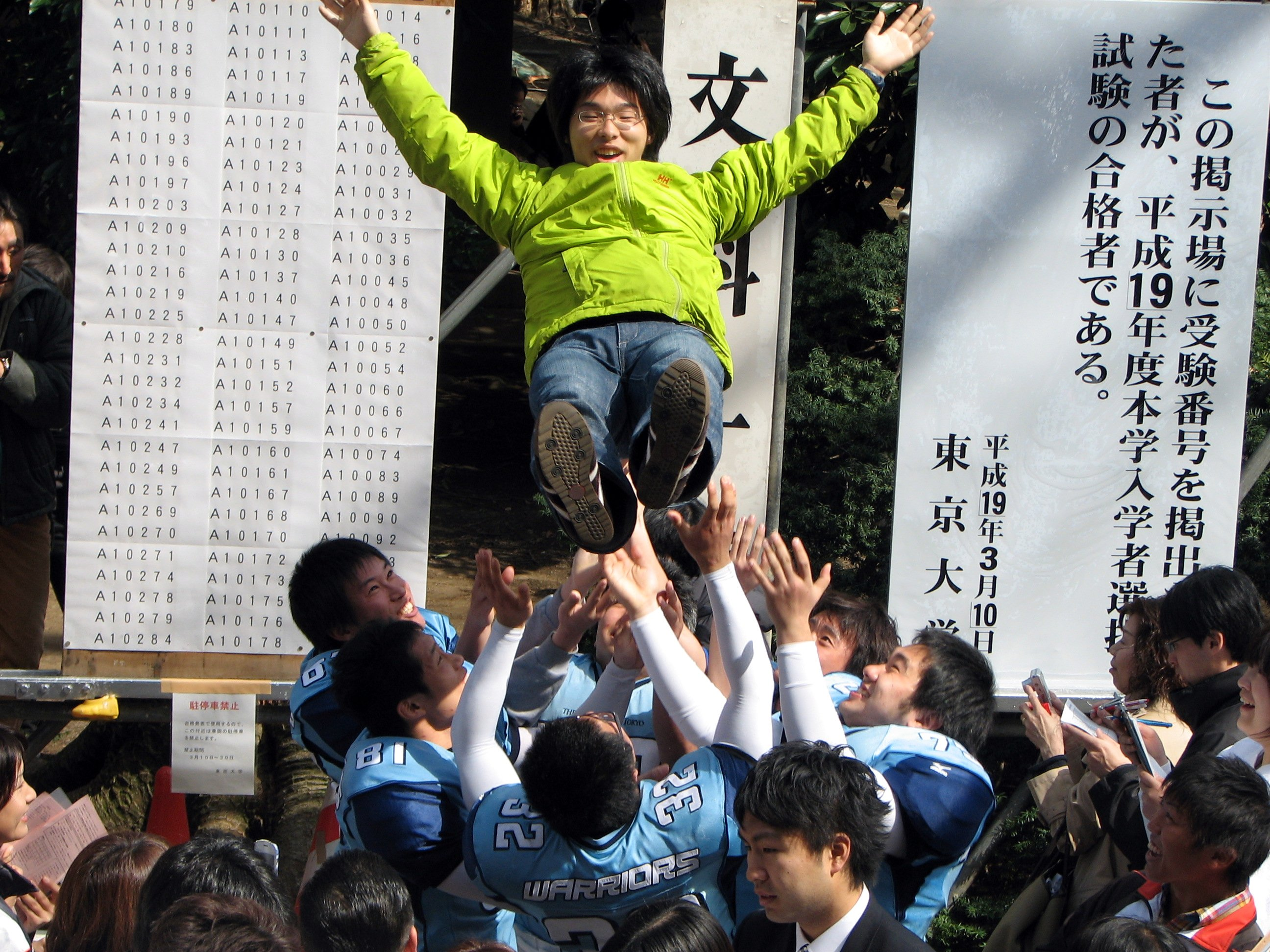
Étudiant reçu au concours d'entrée.

Les étudiants qui veulent se présenter à l'université de Tokyo doivent préalablement passer un examen national, le test du Centre national des admissions à l'université (大学入学者選抜大学入試センター試験, Daigaku nyūgakusha senbatsu daigaku nyūshi sentā shiken). Les étudiants ayant obtenu un score suffisant à cet examen peuvent se présenter au concours d'entrée de l'université. L'accès à l'université se fait à l'issue de cette seconde sélection, les candidats passant un écrit sur l'un des six champs possibles. En 2009, quelque 13 043 inscriptions ont été enregistrées pour un total de 3 061 places offertes.
Tous les étudiants suivent les deux premières années de leur scolarité au sein de la faculté d'arts et sciences (教養学部) sur le campus de Komaba où ils suivent une formation généraliste. Ils sont répartis dans six départements : trois à dominance littéraire et trois à dominance scientifique. Au terme de ces deux années, ceux choisissant de rester dans cette faculté pour le reste de leur formation restent sur le campus de Komaba et ceux qui choisissent d'intégrer une autre faculté finissent les deux années de leur scolarité sur le campus de Hongō, ces facultés ne se chargeant que des deux dernières années de formation de premier cycle.
La cérémonie de remise des diplômes se tient dans l'auditorium Yasuda depuis 1991, après une interruption de 24 ans.
Plusieurs associations d'anciens étudiants réunissent les diplômés issus de l'université de Tokyo. L'établissement organise annuellement le second samedi de novembre sur le campus de Hongō une rencontre d'anciens étudiants, l'édition 2008 en attirant par exemple 3 600. Ces associations sont aussi présentes à l'étranger et 18 d'entre elles sont présentes dans huit pays hors du Japon.

### Relations internationales
L'université de Tokyo est l'établissement japonais qui accueille proportionnellement le plus grand nombre d'étudiants étrangers au Japon par rapport à ses effectifs, ces derniers représentant près de 15 % de ses effectifs. Les Chinois comptent pour près de 64 % de ces étudiants étrangers, suivis des Sud-Coréens qui comptent pour 8.6 %. Les étudiants européens en représentent 4.2 % et les Nord-Américains 2.4 %. En 2020, 4 259 étudiants de 100 pays ont ainsi été accueillis. La même année, 270 étudiants de l'université sont partis pour un séjour d'étude à l'étranger, avec comme principales destinations l'Europe (111 étudiants), l'Amérique du Nord (109 étudiants) et l'Asie (31 étudiants),.
Les mobilités internationales concernent aussi les chercheurs, avec pour l'année 2017 4 259 visites enregistrées de chercheurs étrangers à l'université et 11 310 visites enregistrées de chercheurs de l'université à l'étranger.
Des relations de plus grandes ampleurs sont aussi entretenues avec d'autres établissements ou pays. L'université dispose ainsi depuis 2005 d'une représentation permanente à Pékin et, depuis 2007, un partenariat renforcé a été signé avec l'université Yale. Elle organise annuellement et en partenariat avec une autre université de recherche étrangère un forum, le « Todai Forum », depuis 2000, le premier du genre s'étant tenu avec le MIT. L'université est aussi membre de plusieurs réseaux d'universités, comme l'« International Alliance of Research Universities » ou l'« Association of Pacific Rim Universities ».

### Recherche

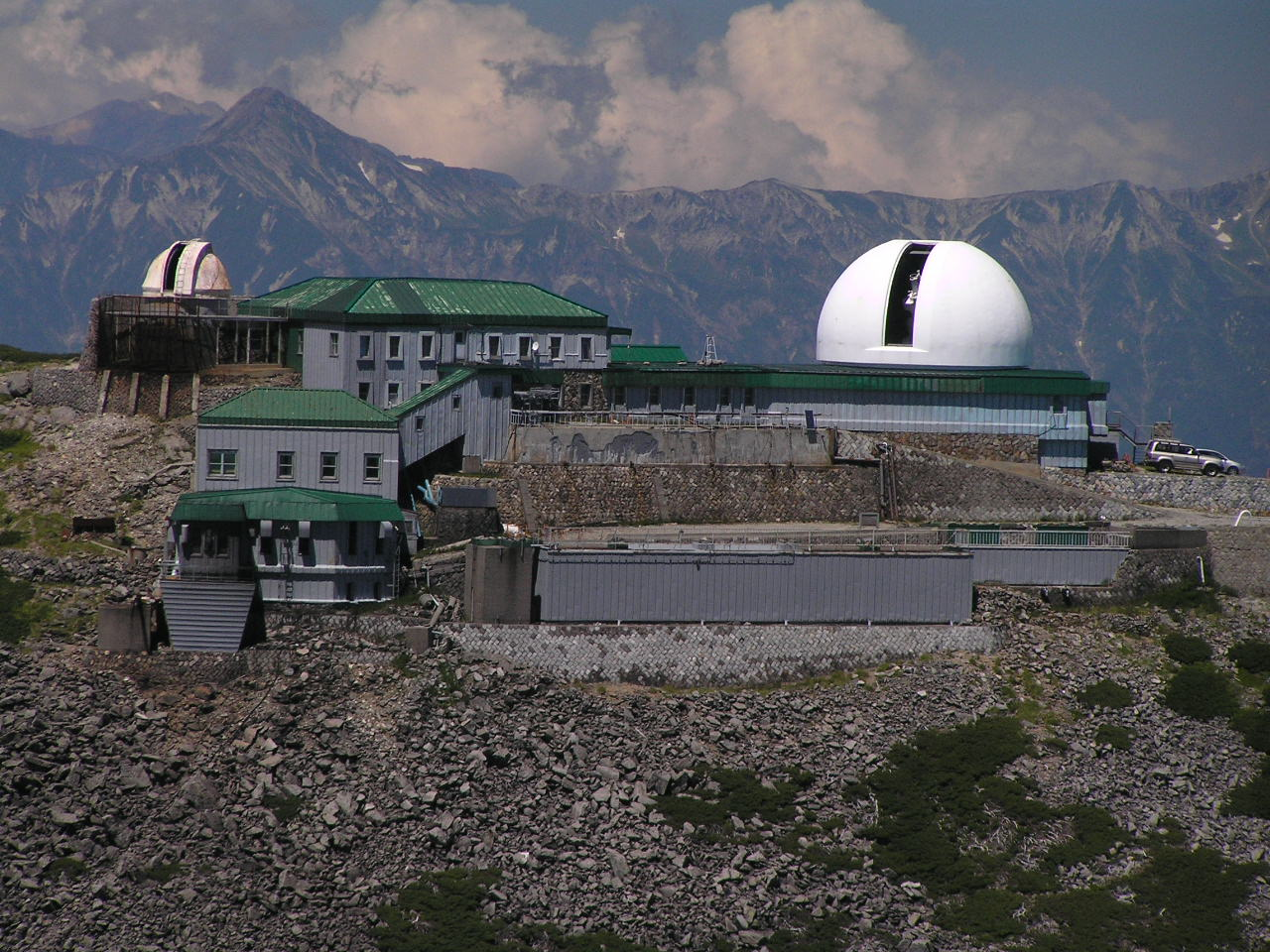
L'observatoire astronomique du Mont Norikura a été construit par l'université et est toujours utilisé par celle-ci.

Les recherches menées à l'université sont financées par des acteurs publics comme privés. En 2005, le ministère japonais chargé de la recherche a financé 3 924 projets portés par l'université, pour un coût total de 21 348 millions de yens.
La même année, des partenaires privés ont participé avec l'université à 850 programmes de recherche pour un total de 4 106 millions de yens, et l'université a répondu à 953 contrats de recherche pour un financement de 22 453 millions de yens. Les financements de départements de recherche ont aussi augmenté pendant les années 2000, passant de 10 départements concernés en 1999 à 17 en 2006, et le nombre de projets de recherches cofinancés passant de 9 à 55 entre 1999 à 2006.
Les recherches conduites à l'université ont mené à un total de 235 brevets déposés au Japon et 236 à l'étranger pour l'année 2009. Elle est cette année-là la troisième université japonaise par le nombre de brevets déposés dans le pays.

### Scientométrie
L'université est classée dans plusieurs palmarès universitaires. En 2009, le classement de l'université Jiao-tong de Shanghai classait l'université de Tokyo à la 22e place mondiale et plus particulièrement à la 7e place pour la recherche en physique et à la 10e place pour la recherche en chimie. Le classement QS World University Rankings place en 2009 l'université à la 22e place mondiale et plus particulièrement à la 8e pour les sciences naturelles et à la 6e place pour l'ingénierie et les technologies. Le classement de l'école des mines de Paris place l'université en 2009 à la première place mondiale et le Global University Ranking à la 3e place mondiale la même année.

## Implantations
L'université compte trois campus principaux, dont deux à Tokyo, et un campus à Kashiwa dans la préfecture de Chiba. Elle possède par ailleurs une cinquantaine de sites répartis dans le reste du Japon. Les campus présentent une superficie totale de 163 hectares et les autres sites possédés par l'université un total de 32 000 hectares.

### Campus de Hongō
Le campus de Hongō (本郷地区キャンパス) est situé dans l'arrondissement de Bunkyō dans le Nord-Est de Tokyo. Il occupe l'ancienne demeure de la famille Maeda, famille ayant régné sur le domaine de Kaga durant l'ère Edo, pour une superficie totale de 56 hectares. Plusieurs lieux ont été conservés de cette époque, dont l'étang Sanshiro, et l'Akamon (赤門) construite en 1823. La plupart des bâtiments actuels ont été construits après la destruction de la plupart des anciens bâtiments par le tremblement de terre de 1923, entre 1925 pour l'auditorium Yasuda (学安田講堂, Yasuda kōdō) et 1928 pour la bibliothèque principale.
La plupart des facultés, des graduate schools et des instituts de recherche y sont présents, ainsi que la bibliothèque principale, le musée de l'université et l'hôpital central. Le campus compte par ailleurs deux sections adjacentes, souvent dénommées campus Yayoi et campus Asano.

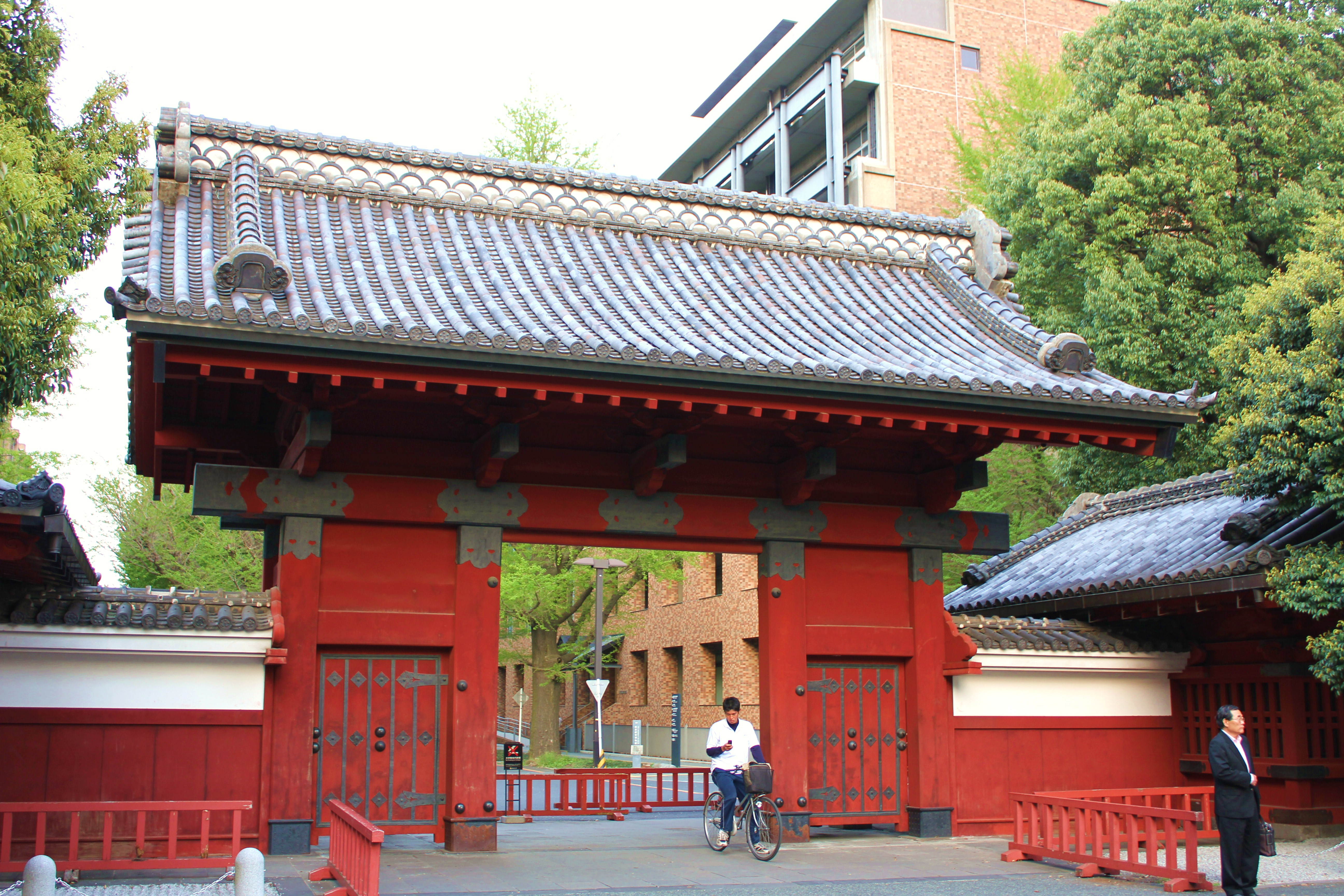
L'Akamon
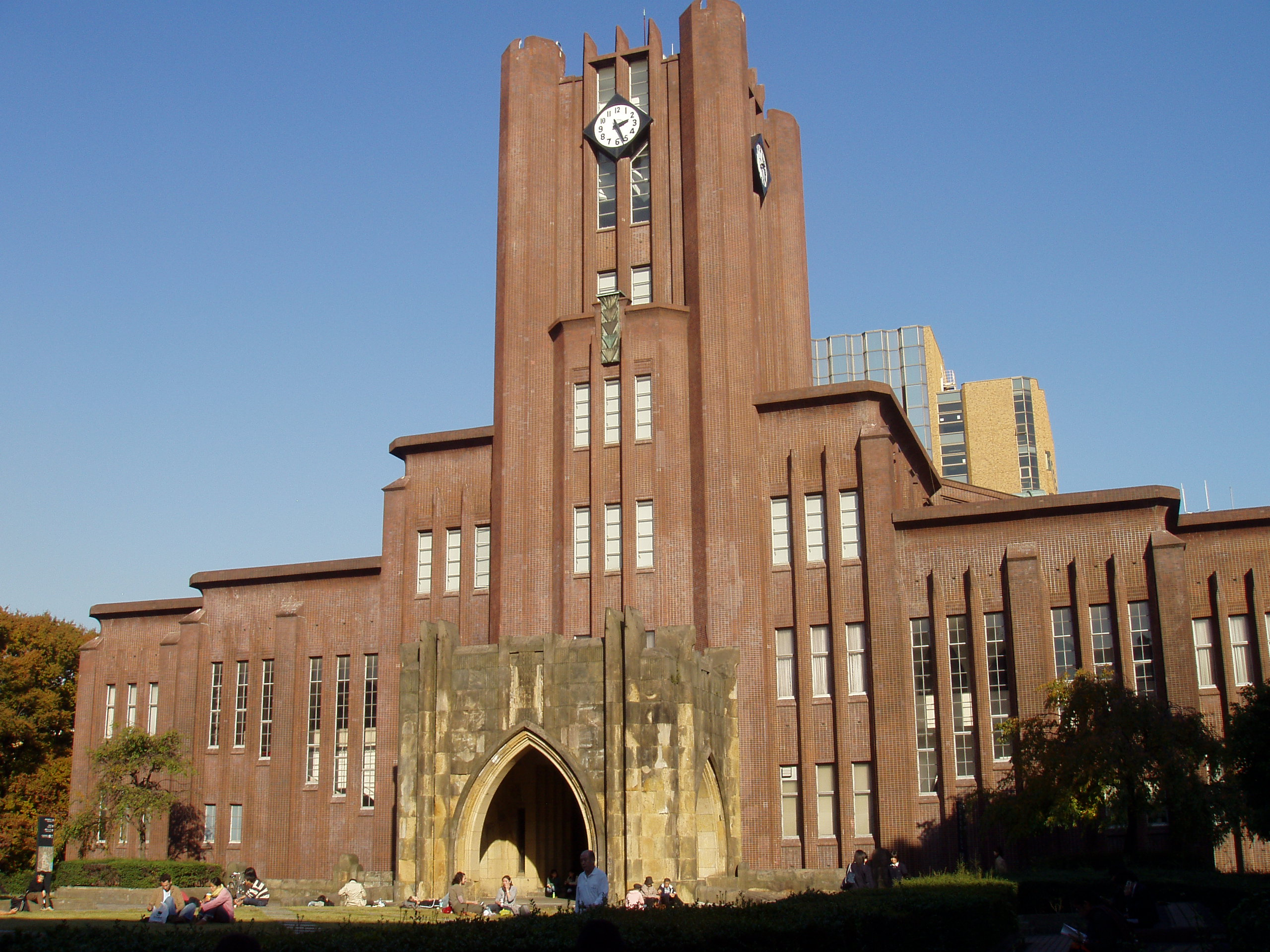
L'auditorium Yasuda
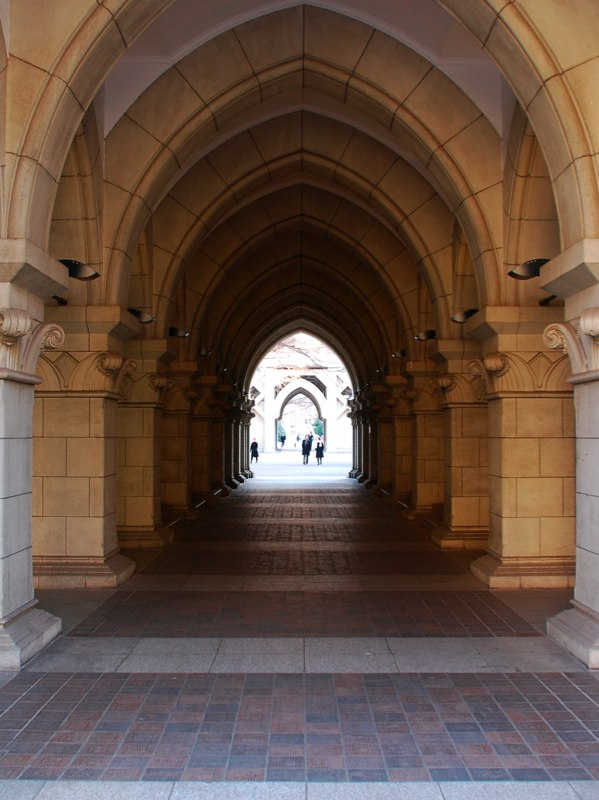
Détail d'architecture

### Campus de Komaba
Le campus de Komaba (駒場地区キャンパス) est situé dans l'arrondissement de Meguro dans le sud-ouest de Tokyo. Le campus était à l'origine une réserve de chasse établie par le shogun Yoshimune Tokugawa au XVIIIe siècle. Une école d'agriculture est installée sur une partie de ces terres en 1878, puis celle-ci est intégrée à l'université de Tokyo en 1919 comme faculté d'agriculture. En 1935, la faculté est transférée dans les environs du campus de Hongō et le terrain est laissé à deux lycées, le lycée no 1 (第一高等学校, Dai'ichi koto gakko) et le lycée de Tokyo (東京高等学校, Tōkyō koto gakko), qui préparent tous les deux des étudiants aux concours d'entrée des universités impériales. À la même époque, de nouveaux bâtiments sont construits dans le même style que ceux du campus de Hongō, mais une partie de ceux-ci sont détruits par le feu pendant la Seconde Guerre mondiale. Les deux lycées sont incorporés à l'université après la guerre et le campus redevient l'un de ceux de l'université.
Le campus continue son évolution par la suite. Il est desservi depuis juillet 1965 par la station « Komaba-Tōdai-Mae » de la ligne Inokashira, à la suite de la fusion des stations « Komaba » et « Tōdai-Mae ». De nouveaux bâtiments sont construits à partir des années 1980, dont une nouvelle bibliothèque ouverte en 2002.
En 2005, le campus comptait quelque 1 483 enseignants, 6 712 étudiants inscrits dans le premier cycle de propédeutique et 467 autres étudiants inscrits dans un premier cycle, ainsi que 1 400 étudiants inscrits dans une graduate school. Parmi ces étudiants, 350 étaient étrangers, principalement des Coréens (104) et des Chinois (81). Le campus compte par ailleurs une section adjacente, souvent dénommée campus Komaba II.

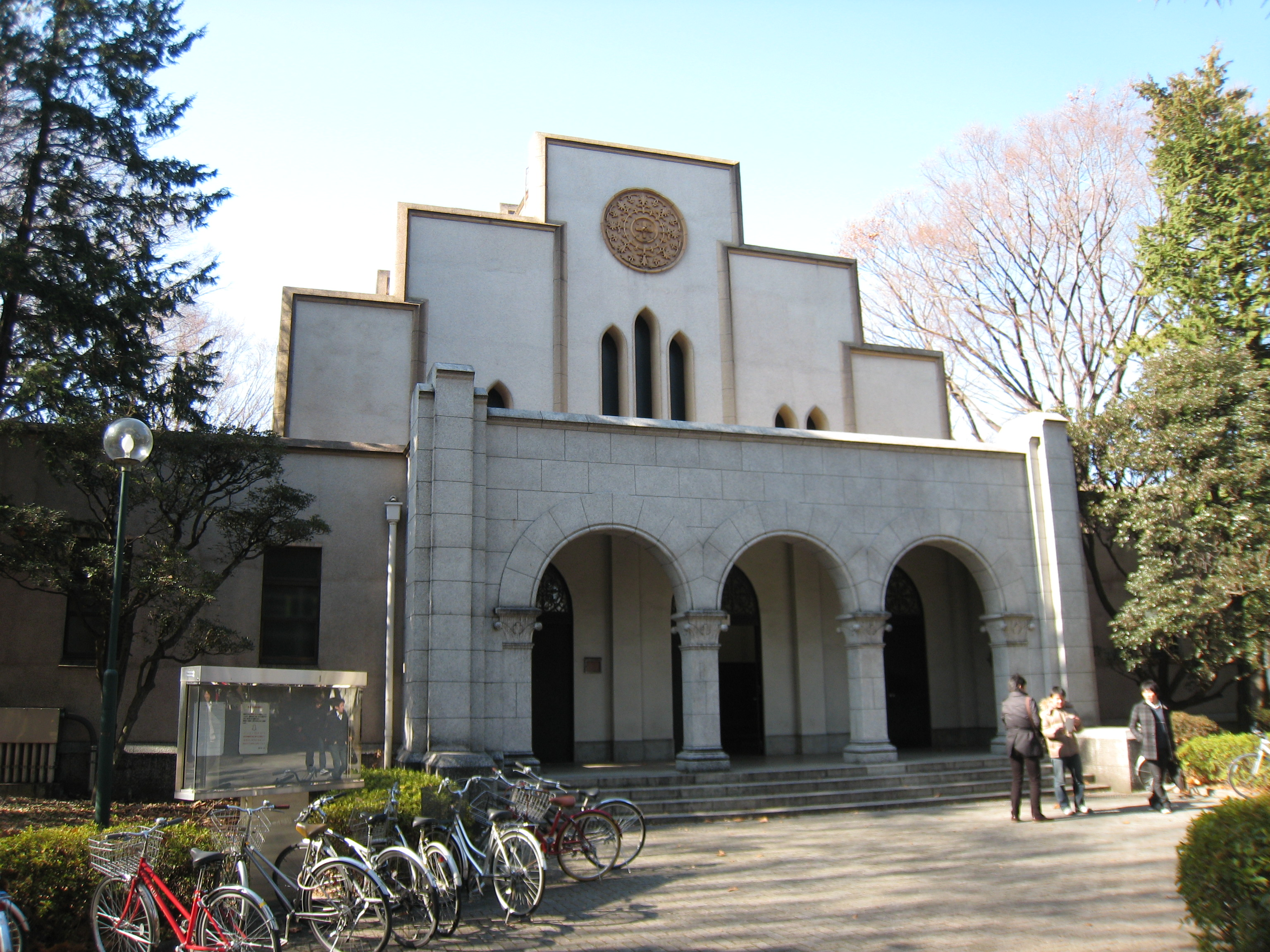
Auditorium principal
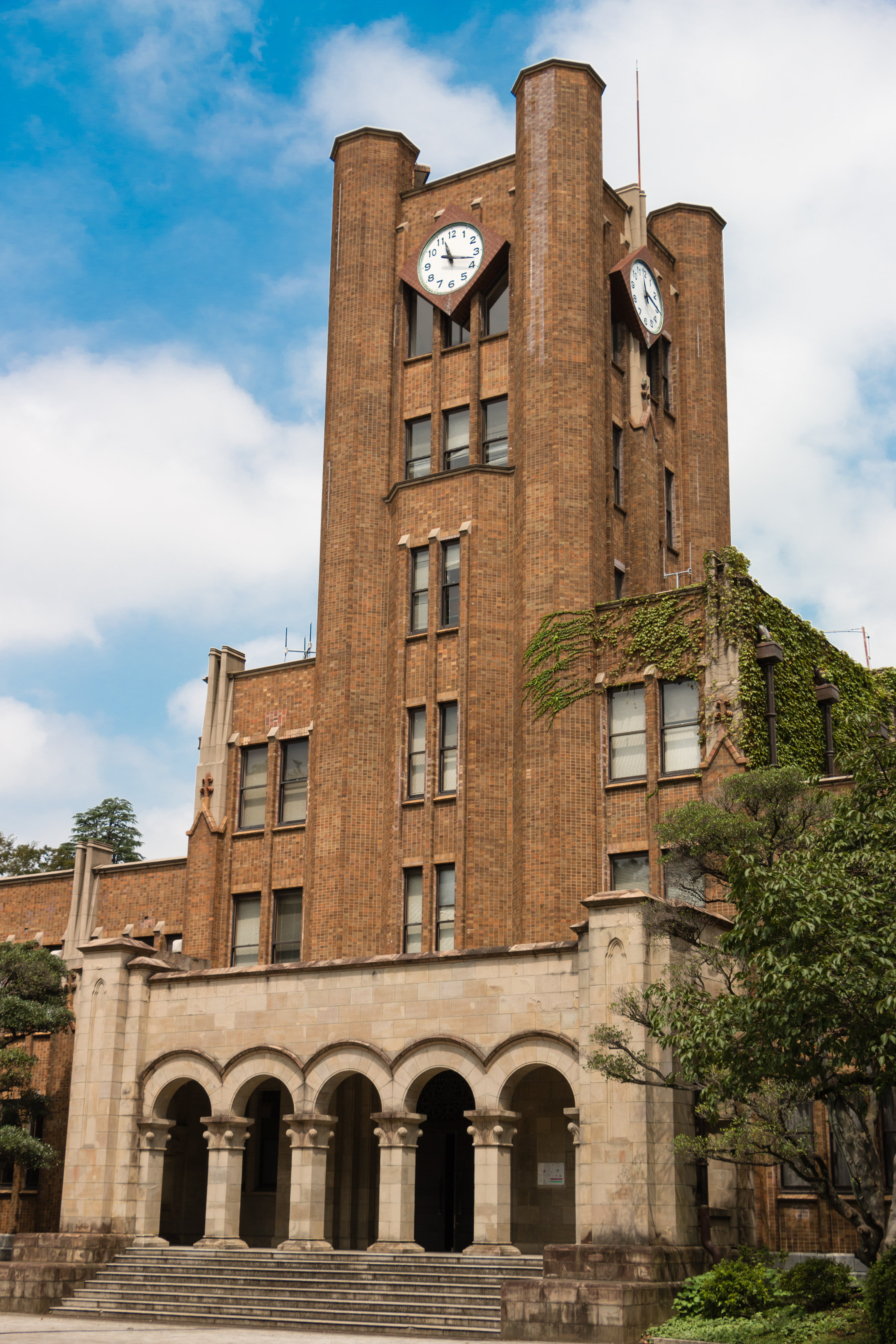
Bâtiment no 1
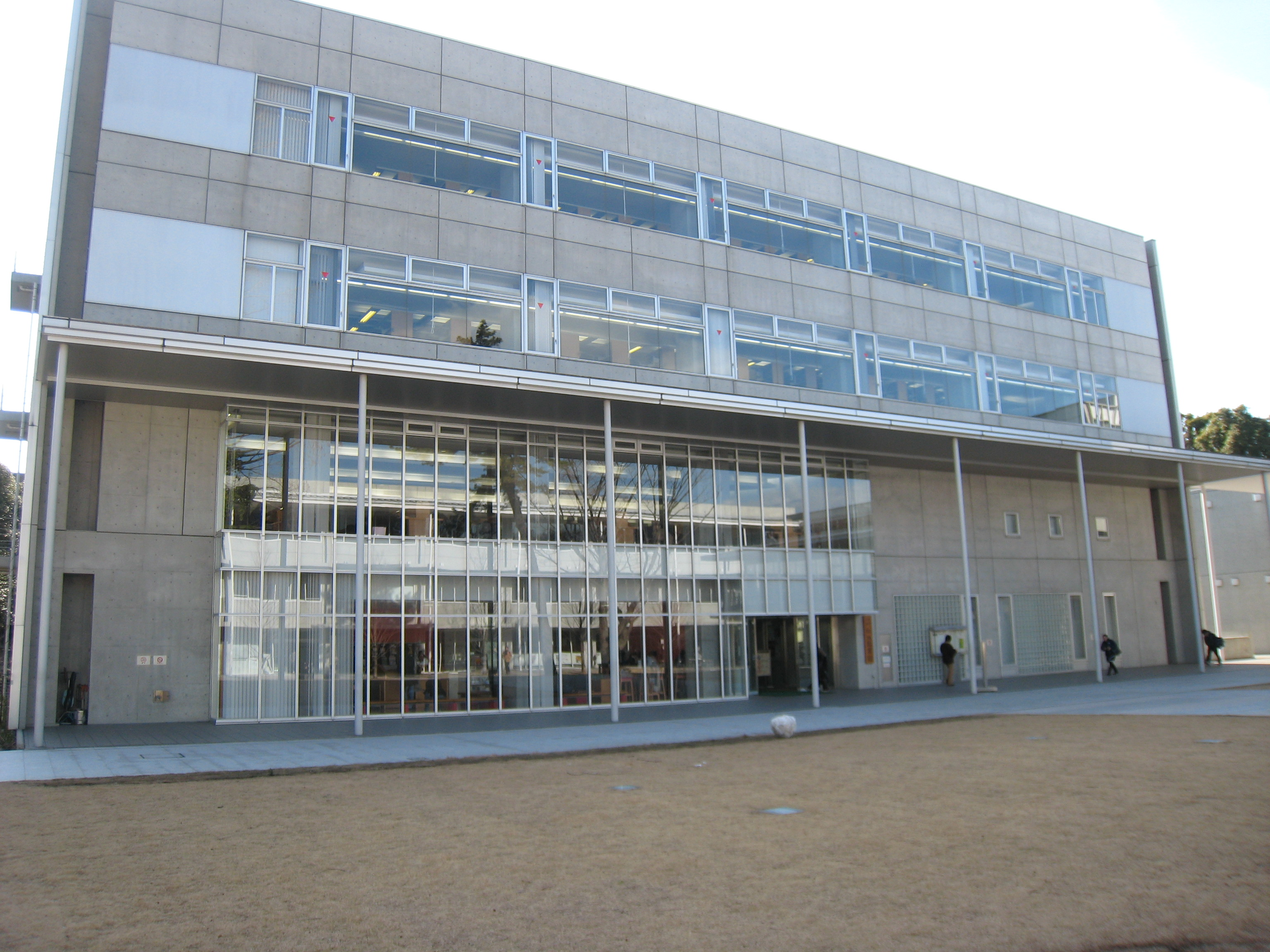
Bibliothèque du campus

### Campus de Kashiwa

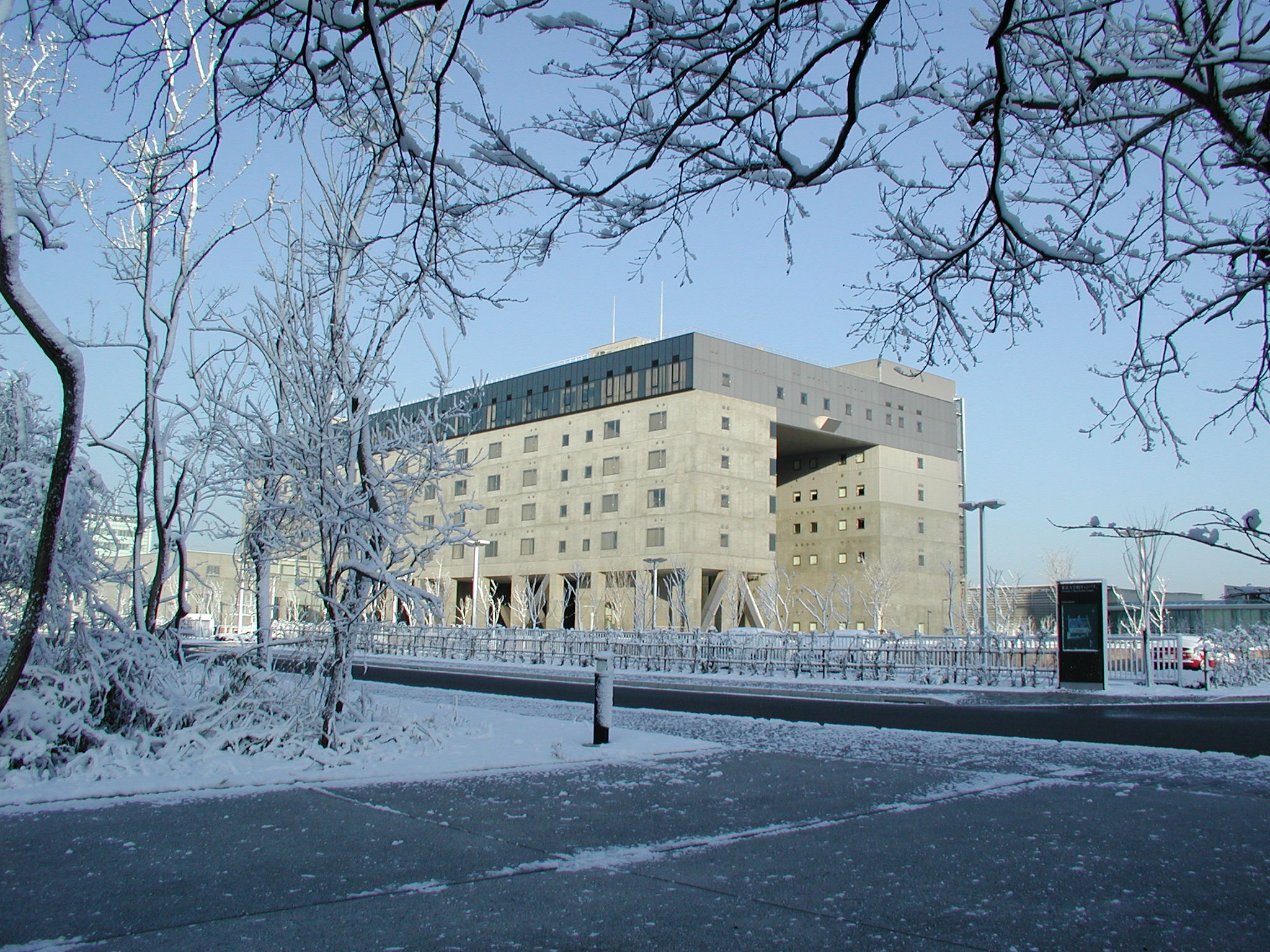
Institut de physique sur le campus de Kashiwa.

Le campus de Kashiwa (柏地区キャンパス) est situé à Kashiwa dans la préfecture de Chiba. Il est le plus récent des campus de l'université et a été ouvert en 1999. Sept graduate schools de l'université ainsi que plusieurs instituts de recherche ont rejoint ce nouveau campus. Il s'étend sur environ 32 hectares, mais fait partie d'un ensemble plus large, la ville universitaire internationale de Kashiwa, un projet monté en commun avec l'université de Chiba, la municipalité de Kashiwa et la préfecture de Chiba.

## Média

### Presses universitaires de l'université de Tokyo
L'université dispose depuis le mois de mars 1951 d'une maison d'édition universitaire, les Presses universitaires de l'université de Tokyo (東京大学出版会, Tōkyō daigaku shuppan-kai). Elle fut mise en place à la suite de la réorganisation de l'université après la Seconde Guerre mondiale et elle a publié depuis sa création plus de 6 000 ouvrages. Son siège se situe sur le campus de Hongō.

### Todai TV et l'UT Opencourseware
L'université dispose d'un système de diffusion de contenus pédagogiques via internet, Todai TV. Des vidéos pédagogiques dont des leçons ou des cours magistraux sont accessibles aux membres de l'université, ainsi que pour certains d'entre eux aux personnes extérieures. Ils sont diffusés par streaming ou par podcast.
L'UT Opencourseware est un autre réseau de diffusion de contenu de l'université. Il comprend des vidéos, des notes de cours ou encore des sujets d'examen utilisés par l'université et rendus accessibles aux personnes extérieures. Le service a été inauguré en mai 2005 et a été consulté près de sept millions de fois lors de ses dix premiers mois d'activité. La diffusion par podcast a débuté en avril 2006.

### Périodiques
L'université publie depuis 2001 UT Forum 21, appelé ensuite Tansei dès son second numéro, une revue annuelle en langue anglaise qui couvre les principales activités de l'université lors de l'année écoulée. Cette même revue est publiée de manière semestrielle en japonais depuis octobre 1999.
Un journal étudiant, le journal de l'université de Tokyo (東京大学新聞, Tōkyō daigaku shinbun), est publié par les étudiants de l'université. Le premier remonte au 25 décembre 1920, le journal s'appelant à l'époque journal de l'université impériale (帝国大学新聞, Teikoku daigaku shimbun). Il est publié une fois par semaine et compte quatre pages.

## Vie étudiante

### Associations étudiantes
L'université compte en 2006 344 associations étudiantes (サークル, sākuru). Elles se répartissent en deux groupes de même importance, celles concernant des activités sportives et les autres, centrées sur des activités culturelles ou musicales. Plusieurs associations peuvent être concernées par un même sport. Elles organisent au début du mois d'avril des shinkan (新歓, shinkan), journées pour recruter de nouveaux membres au moment où les nouveaux étudiants arrivent. Une partie de ces associations est ouverte aux personnes extérieures à l'université.
Environ 66 % des étudiants de l'université étaient membres d'une association lors d'une enquête de 2008 et 20 % de plus en avaient déjà fait partie. Le temps qui leur était consacré s'élevait à un peu plus de onze heures hebdomadaires et les taux de participation à ces activités étaient similaires entre étudiantes et étudiants.

### Festivals

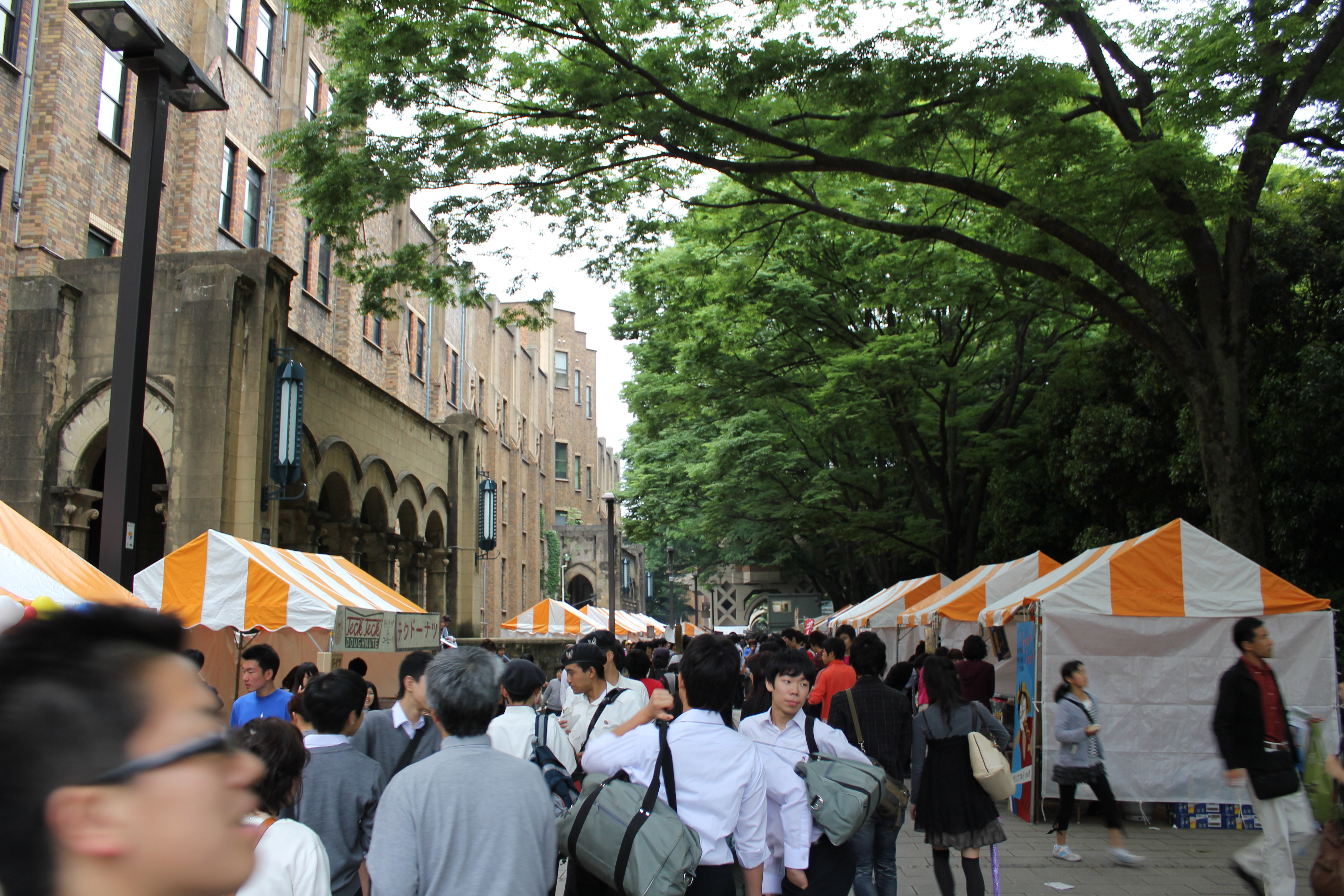
Les abords de la bibliothèque principale sur le campus de Hongō pendant le festival du mois de mai.

L'université organise chaque année deux principaux festivals étudiants, l'un en mai sur le campus de Hongō et l'autre en automne sur le campus de Komaba :
- le festival de mai (五月祭, Gogatsusai?) est organisé sur le campus de Hongō le dernier week-end du mois de mai. Organisé depuis 1923, il s'agit du plus ancien des deux festivals étudiants de l'université, bien que son nom actuel ne lui ait été donné qu'en 1933. Il est principalement organisé par des étudiants de 3e et 4e années et par des étudiants des graduate schools. Près de 400 groupes y participent et il attire quelque 70 000 visiteurs tous les ans[99] ;
- le festival de Komaba (駒場祭, Komabasai?) est organisé sur le campus de Komaba le dernier week-end de novembre. Il accueille quelque 400 groupes et draine environ 100 000 visiteurs tous les ans. Il est organisé principalement par les étudiants de 1re et 2e années[100].

## Personnalités liées à l'université

### Professeurs

L'auteur Sōseki Natsume, ancien enseignant de l'université.

Dans le domaine des arts, l'université a compté des auteurs comme Sōseki Natsume et Lafcadio Hearn ou encore l'architecte Kenzo Tange.
L'université compte aussi parmi ses anciens enseignants des personnalités comme le prix Nobel de physique 2002 Masatoshi Koshiba, le récipiendaire de la médaille Fields 1954 Kunihiko Kodaira, le père du programme aérospatial japonais Hideo Itokawa ou le sismologue Keiiti Aki.
Des hommes politiques comme Kazuo Hatoyama, 4e président de la Chambre des représentants du Japon et fondateur de la famille Hatoyama, ou le ministre japonais Yōichi Masuzoe ont aussi enseigné à l'université.

### Étudiants

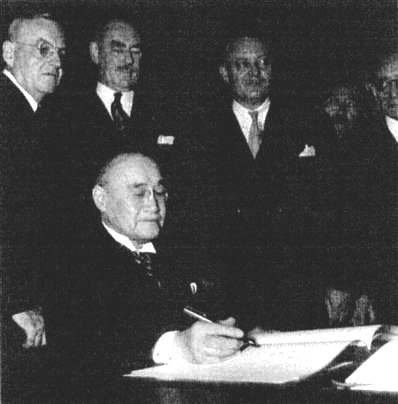
Le Premier ministre Shigeru Yoshida lors de la signature du traité de San Francisco.

L'université compte parmi ses anciens étudiants 17 Premiers ministres du Japon,,,,,,, dont pour la période de l'après-guerre Shigeru Yoshida (de 1946 à 1947, puis de 1948 à 1954), Hitoshi Ashida (en 1948), Ichirō Hatoyama (de 1954 à 1956), Nobusuke Kishi (de 1957 à 1960), Eisaku Satō(de 1964 à 1972 et prix Nobel de la paix 1974), Takeo Fukuda (de 1976 à 1978), Yasuhiro Nakasone (de 1982 à 1987), Ki'ichi Miyazawa (de 1991 à 1993) et Yukio Hatoyama (de 2009 à 2010). Dans le champ politique, l'université a aussi formé Kōichirō Matsuura, directeur général de l'Unesco, Hisashi Owada, président de la Cour internationale de justice, ou encore la princesse Masako Owada. En 2011, 232 des 722 parlementaires japonais sont issus de l'université.
Plusieurs étudiants se sont illustrés dans le domaine des arts. Dans le domaine littéraire, l'université compte parmi ses anciens étudiants les prix Nobel de littérature Yasunari Kawabata (récipiendaire du prix en 1968) et Kenzaburō Ōe (récipiendaire du prix en 1994). Des lauréats d'autres prix littéraires japonais comme le prix Yomiuri ont aussi été formés à l'université, comme Kōbō Abe ou Yukio Mishima. L'université a aussi formé des auteurs plus anciens comme Sōseki Natsume, Ōgai Mori ou encore Ryūnosuke Akutagawa. Dans le domaine de l'architecture, l'université compte les prix Pritzker Kenzo Tange, Fumihiko Maki, et Toyo Ito, des récipiendaires de la Royal Gold Medal Toyo Ito et Arata Isozaki, ainsi qu'un lauréat de deux prix de l'American Institute of Architects, Jun Watanabe, parmi ses anciens étudiants.
L'université compte parmi ses anciens étudiants des scientifiques comme les prix Nobel Esaki Leona (prix Nobel de physique en 1973), Masatoshi Koshiba (prix Nobel de physique en 2002), Yoichiro Nambu (prix Nobel de physique en 2008) ou encore Ei-ichi Negishi (prix Nobel de chimie en 2010), ainsi que le récipiendaire de la médaille Fields 1954 Kunihiko Kodaira et les spationautes Takao Doi, Soichi Noguchi, Naoko Yamazaki et Kin Yamei.
Sur le plan sportif, le créateur du judo Jigorō Kanō a aussi été étudiant à l'université de Tokyo, tout comme le champion olympique de judo aux Jeux olympiques d'été de 1964 Isao Inokuma.

### Docteurshonoris causa
Depuis décembre 2001, un système de doctorat honoris causa a été mis en place par l'université. Il vise à récompenser les personnalités extérieures qui ont permis des avancées dans les domaines d'enseignement et de recherche de l'établissement. La première cérémonie s'est tenue le 19 février 2002 sur le campus de Hongō pour récompenser Amartya Sen, directeur du Trinity College de l'université de Cambridge et « prix Nobel » d’économie en 1998. En 2006, le secrétaire général des Nations unies et prix Nobel de la paix 2001 Kofi Annan a reçu ce prix. Le cinquième prix a été remis en 2009 à Anthony James Leggett, prix Nobel de physique 2003.

## Université de Tokyo dans les fictions

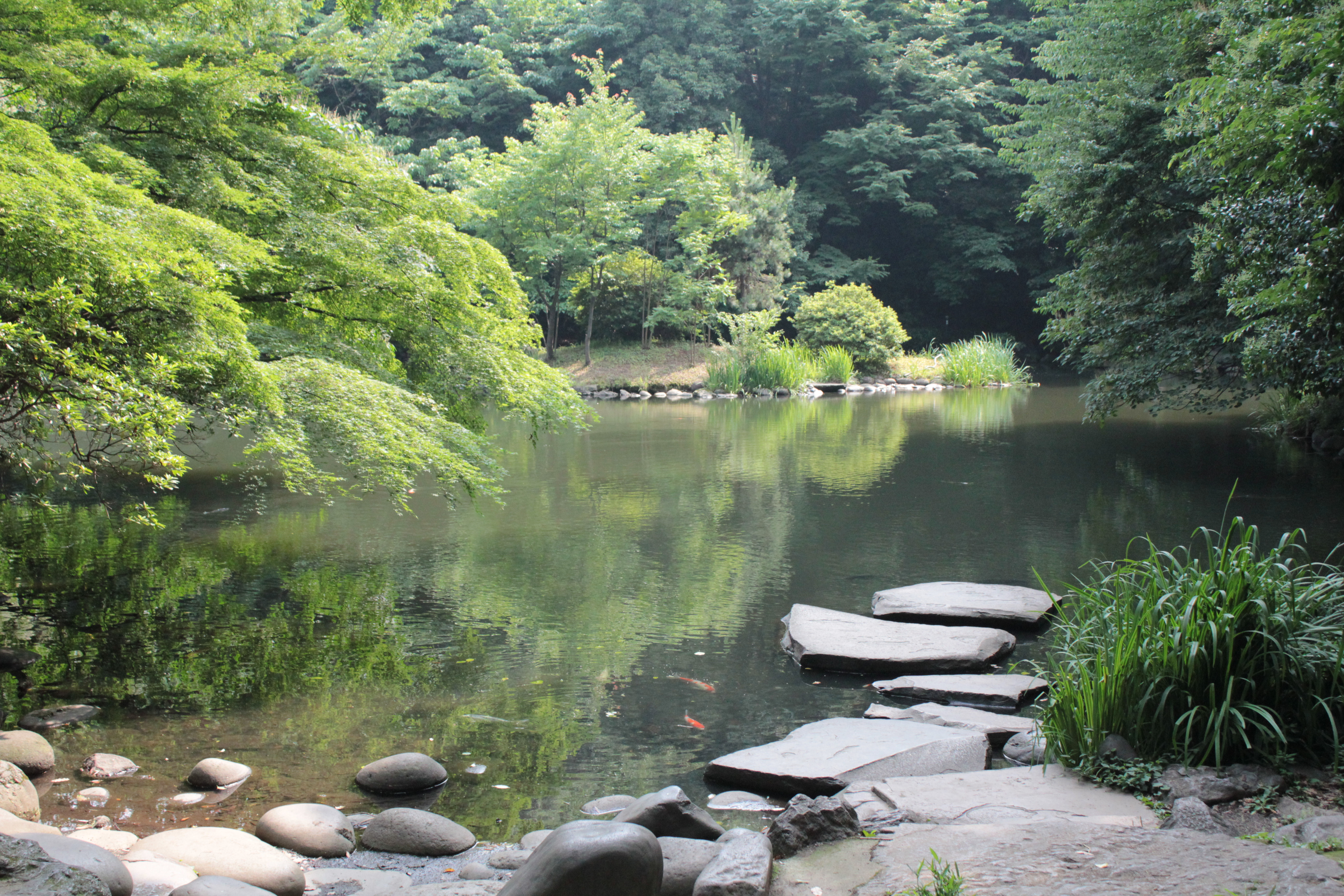
L'étang Sanshiro au centre du campus de Hongō, dont le nom est tiré du roman éponyme de Sōseki.

L'université et ce qui l'entoure sont utilisés dans plusieurs productions culturelles.
La préparation au concours d'entrée à l'université sert de toile de fond dans le scénario de mangas comme Love Hina, Tōdai itchokusen ou Tōkyō daigaku monogatari, ainsi que dans le drama Dragon Zakura.
Des personnages fictifs sont aussi issus de cette université, comme Kintarō, personnage central du manga Golden Boy, Yagami Light, le personnage principal du manga Death Note, Suguru Teshigawara, l'un des personnages secondaires du manga Great Teacher Onizuka, ou encore comme Atsushi Hirata du manga Ghost Hound.
L'université sert aussi en partie de cadre au roman Sanshiro de Sōseki. L'étang au centre de l'université a d'ailleurs pris le nom du héros éponyme de ce roman après la parution de celui-ci.

## Sources